# تاریخچه باشگاه فوتبال رئال مادرید
باشگاه فوتبال رئال مادرید یک باشگاه فوتبال حرفه‌ای مستقر در مادرید، اسپانیا است. این باشگاه در سال ۱۹۰۲ با نام باشگاه فوتبال مادرید تشکیل شد و اولین بازی رقابتی خود را در ۱۳ مهٔ ۱۹۰۲ انجام داد؛ زمانی که در نیمه‌نهایی کوپا د لا کوروناسیون ۱۹۰۲ با نتیجهٔ ۳–۱ در برابر بارسلونا شکست خورد. رئال مادرید از سال ۱۹۰۲ تا ۱۹۴۰ در برابر سایر باشگاه‌های محلی در تورنمنت‌های منطقه‌ای مختلف بازی کرد که به‌عنوان مقدماتی برای کوپا دل ری خدمت می‌کردند. در سال ۱۹۲۹، باشگاه یکی از اعضای بنیانگذار لا لیگا، اولین لیگ ملی اسپانیا شد. تا سال ۲۰۲۳، رئال یکی از تنها سه باشگاهی است که هرگز از سطح بالای فوتبال اسپانیا سقوط نکرده است، دو تیم دیگر اتلتیک بیلبائو و بارسلونا هستند.

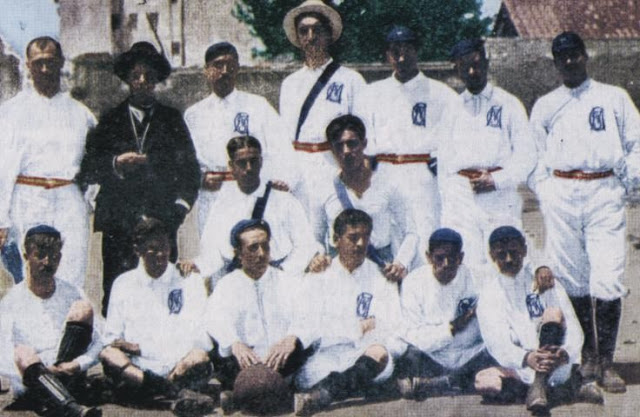
تیم فوتبال مادرید در سال ۱۹۰۲، سال بنیانگذاری آن.

از سال ۱۹۰۲ تا ۱۹۲۹، رئال پنج بار قهرمان کوپا دل ری و ۱۵ بار قهرمان منطقه شد. رئال مادرید آغاز موفقی در لا لیگا داشت و در اولین فصل رقابت‌ها به مقام دوم رسید و در سال ۱۹۳۲ برای اولین بار قهرمان لیگ شد. در فصل ۴۸–۱۹۴۷، مادرید یازدهم شد، که تا سال ۲۰۲۲، پایین‌ترین جایگاه نهایی باشگاه باقی مانده است. رئال مادرید در دههٔ ۱۹۵۰ چهار بار قهرمان لا لیگا و پنج بار قهرمان جام باشگاه‌های اروپا شد. با این حال، موفق‌ترین دوره برای باشگاه از نظر عنوان‌های داخلی، دههٔ ۱۹۶۰ بود، زمانی که رئال مادرید ۸ قهرمانی لیگ را به‌دست‌آورد. این تیم اولین دوگانه قهرمانی لیگ و جام حذفی خود را در سال ۱۹۶۲ به‌دست‌آورد. رئال همچنین تنها تیم فوتبال اسپانیایی است که موفق به کسب پنج عنوان متوالی شده است. شاهکاری که در دو نوبت (۶۵–۱۹۶۰ و ۹۰–۱۹۸۵) به آن دست یافته است.
علاوه بر موفقیت داخلی، شهرت رئال مادرید به‌عنوان یک باشگاه بزرگ با رکورد برجستهٔ آنها در جام باشگاه‌های اروپا تثبیت شد. تا به امروز، آنها ۱۵ بار قهرمان اروپا شده‌اند. آلفردو دی استفانو، فرانس پوشکاش و سایر بازیکنان معروف به باشگاه کمک کردند تا پنج بار متوالی بین سال‌های ۱۹۵۶ و ۱۹۶۰ قهرمان جام باشگاه‌های اروپا شود که شامل فینال به یاد ماندنی ۷–۳ همپدن پارک در برابر تیم آلمانی آینتراخت فرانکفورت در سال ۱۹۶۰ بود. باشگاه برنده جام شد. برای ششمین بار در سال ۱۹۶۶ با تیمی به نام Ye-Ye که در فینال باشگاه پارتیزان یوگسلاوی را با نتیجه ۲–۱ شکست داد درحالی‌که کاملاً از بازیکنان اسپانیایی‌الاصل تشکیل شده بود که برای اولین بار در این مسابقات بود. آنها همچنین در سال‌های ۱۹۶۲، ۱۹۶۴ و ۱۹۸۱ نایب قهرمان شدند. با پنج بار قهرمانی متوالی در این رقابت‌ها، رئال به‌طور دائم جام اصلی را اعطا کرد و از سال ۲۰۰۰ حق پوشیدن نشان چند برنده را به‌دست‌آورد. آنها همچنین دو بار قهرمان جام یوفا و دو بار نایب قهرمان جام برندگان جام اروپا شدند.
در سال ۱۹۹۶ رئیس باشگاه، لورنسو سانس فابیو کاپلو را به‌عنوان مربی منصوب کرد. اگرچه دوران زمامداری او تنها یک فصل به طول انجامید، اما رئال مادرید قهرمان لیگ شد و چند بازیکن مهم به این باشگاه آمدند، مانند روبرتو کارلوس، پردراگ میجاتوویچ، داور شوکر و کلارنس سیدورف، برای تقویت ترکیب تیمی که از قبلاً به بازیکنانی مانند رائول، فرناندو هیرو و فرناندو ردوندو افتخار می‌کرد. در نتیجه رئال مادرید با اضافه شدن فرناندو مورینتس در سال ۱۹۹۷ سرانجام به انتظار ۳۲ ساله خود برای هفتمین جام باشگاه‌های اروپا در سال ۱۹۹۸ تحت سرمربیگری یوپ هاینکس پایان داد و در فینال به لطف گلی از میاتوویچ یوونتوس را با نتیجهٔ ۱–۰ شکست داد. رئال مادرید در سال‌های ۲۰۰۰، ۲۰۰۲ (تحت سرمربیگری ویسنته دل بوسکه)، ۲۰۱۴ (تحت سرمربیگری کارلو آنچلوتی)، ۲۰۱۶، ۲۰۱۷، ۲۰۱۸ (تحت سرمربیگری زین‌الدین زیدان)، ۲۰۲۲ و ۲۰۲۴ (دوباره زیر نظر آنچلوتی) باز هم قهرمان شد. رئال مادرید همچنین هشت بار قهرمان جام بین قاره‌ای/جام باشگاه‌های جهان شده است، با شکست پنیارول، واسکو دوگاما، الیمپیا آسونسین، سن لورنزو، کاشیما آنتلرز، گرمیو، العین و الهلال به ترتیب در سال‌های ۱۹۶۰، ۱۹۹۸، ۲۰۰۲، ۲۰۱۴، ۲۰۱۶، ۲۰۱۷، ۲۰۱۸ و ۲۰۲۲.

## سال‌های اولیه

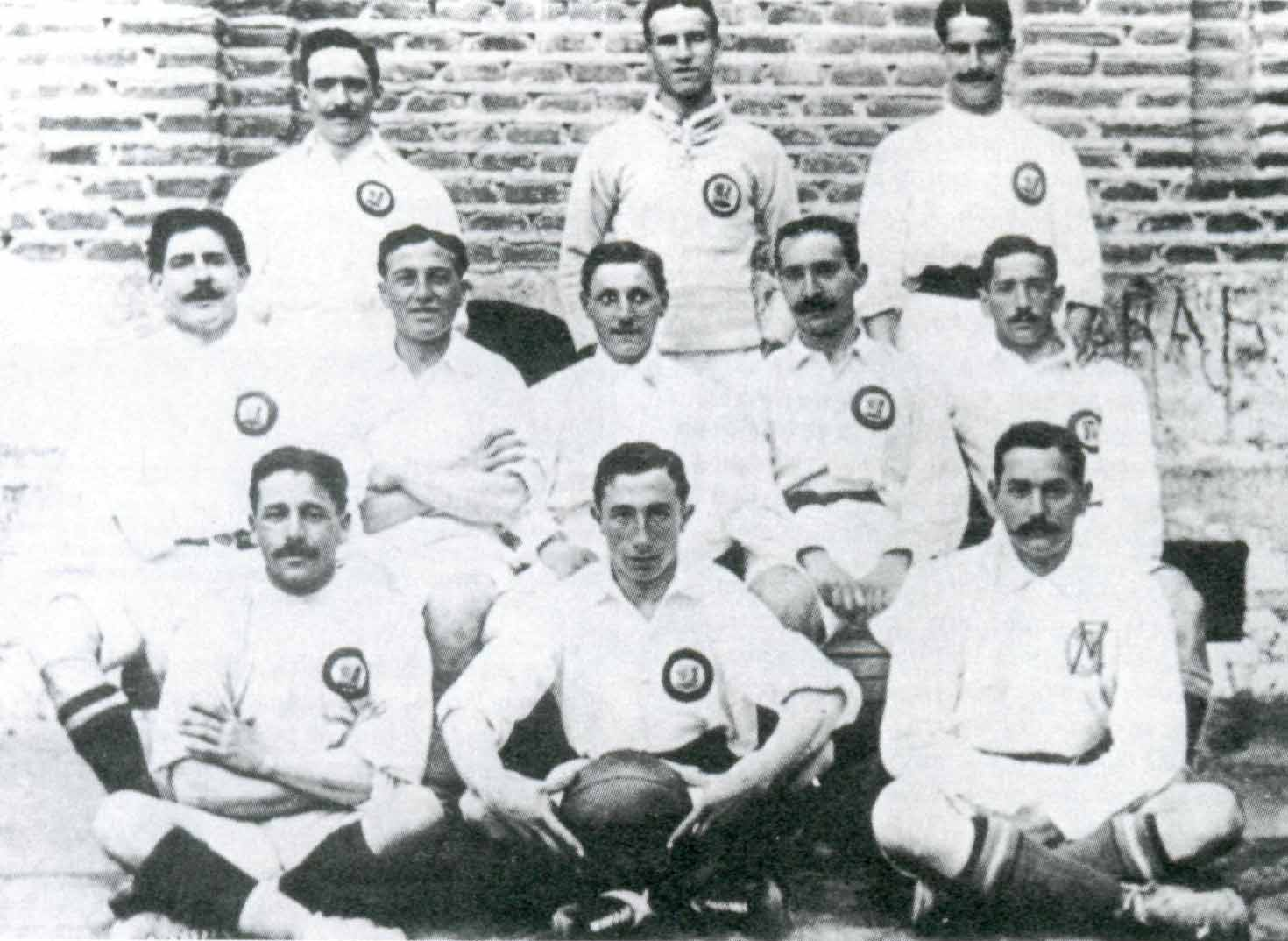
تیم فوتبال مادرید در سال ۱۹۰۶. این باشگاه دومین کوپا دل ری خود را در آن سال برد.

فوتبال توسط دانشجویان Institución Libre de Enseñanza به مادرید معرفی شد. آنها شامل چندین فارغ‌التحصیل آکسبریج بودند. در سال ۱۸۹۷، آنها باشگاهی به نام اسکای را تأسیس کردند که در صبح یکشنبه در Moncloa بازی می‌کرد. در سال ۱۹۰۰، آنها به دو باشگاه مختلف تقسیم شدند: New Foot-Ball de Madrid و Madrid Football Club. در ۶ مارس ۱۹۰۲، پس از انتخاب هیئت مدیره جدید به ریاست خوان پادروس، باشگاه فوتبال مادرید رسماً تأسیس شد. پادروس و برادرش کارلوس (هر دو بعداً به‌عنوان رئیس باشگاه رئال مادرید مشغول به کار شدند) دیگر علاقه‌مندان به فوتبال را به جلسه‌ای در اتاق پشتی آل کاپریکو، تجارت خانوادگی فراخواندند. برادران پادروس به فوتبال به‌عنوان یک ورزش همگانی می‌نگریستند که باید برای نمایندگان همه طبقات اجتماعی قابل دسترسی باشد و فکر می‌کردند که باشگاه جدید باید این ایده را تجسم بخشد. آنها نام باشگاه فوتبال مادرید را پیشنهاد کردند که به اتفاق آرا پذیرفته شد. حق عضویت نیز تعیین شد، دو پزوتا در ماه، و رنگ پیراهن به افتخار یک تیم معروف انگلیسی کورینتیان، که خوان پادروس در یکی از سفرهای خود با آن ملاقات کرده بود، سفید انتخاب شد.
مادرید اولین عنوان از چهار عنوان متوالی کوپا دل ری را که تنها رقابت سراسری آن زمان بود، در سال ۱۹۰۵ به‌دست‌آورد. آنها در سال ۱۹۰۷ یک بازی را به تیمی از کشیش‌های کاتولیک از کالج سلطنتی انگلیسی در والادولید باخت و پدر ادوارد پاور در پیروزی ۶–۲، ۵ گل به ثمر رساند. رئیس باشگاه آینده سانتیاگو برنابئو در سال ۱۹۵۷ نقل کرد که «این بازی کل تاریخ فوتبال در اسپانیا را با نشان دادن نحوه بازی فوتبال به ما تغییر داد.»
در سال ۱۹۱۲، آنها به زمینی به نام Campo de O'Donnell نقل مکان کردند، پس از اینکه قبلاً بین چند زمین کوچک حرکت کردند. در سال ۱۹۲۰، پس از اینکه پادشاه آلفونسوی سیزدهم، یکی از هواداران مشهور فوتبال، عنوان رئال (در انگلیسی «رویال») را به باشگاه اعطا کرد، نام باشگاه به رئال مادرید تغییر یافت. در سال ۱۹۲۹ اولین لیگ فوتبال اسپانیا تأسیس شد. رئال مادرید فصل اول لیگ را تا آخرین بازی اول بود، و با باخت به اتلتیک بیلبائو، آنها نایب قهرمان شدند و بارسلونا قهرمان شد. رئال مادرید اولین قهرمانی لیگ خود را در فصل ۳۲–۱۹۳۱ به‌دست‌آورد و سال بعد این عنوان را حفظ کرد.
در ۱۴ آوریل ۱۹۳۱، ورود دومین جمهوری اسپانیا باعث شد که این باشگاه عنوان رئال و تاج سلطنتی روی نشان خود را از دست بدهد، و تا پایان جنگ داخلی اسپانیا به نام باشگاه فوتبال مادرید بازگشت. فوتبال در طول جنگ جهانی دوم ادامه یافت و در ۱۳ ژوئن ۱۹۴۳، مادرید در بازی برگشت نیمه نهایی کوپا دل ژنرالیسیمو، بارسلونا را ۱۱–۱ شکست داد، جام اسپانیا به افتخار ژنرال فرانکو تغییر نام داد. بازی رفت که در لس کورتس در کاتالونیا برگزار شد، با پیروزی ۳–۰ بارسلونا به پایان رسید. مادرید از هر سه گلی که فومبونا فرناندز داور برای بارسلونا اجازه داده بود، شکایت کرد، درحالی‌که هواداران میزبان نیز در سراسر مادرید را سوت زدند، که آنها آنها را متهم به استفاده از تاکتیک‌های خشن و فومبونا برای اجازه دادن به آنها کردند. روزنامه Ya این سوت را به‌عنوان «قصد آشکار برای حمله به نمایندگان اسپانیا» گزارش کرد. هواداران بارسلونا از سفر به مادرید منع شدند. در روز بازی برگشت تیم بارسلونا به محض خروج از هتل مورد توهین قرار گرفت و به اتوبوس آنها سنگ پرتاب شد. ماریانو گونزالو مهاجم بارسلونا دربارهٔ این حادثه گفت: «پنج دقیقه پیش از آغاز بازی، محوطه جریمه ما پر از سکه بود.» لوئیز میرو، دروازه‌بان بارسلونا، به ندرت به خط خود نزدیک می‌شد – زمانی که این کار را کرد، با سنگ مسلح بود. همان‌طور که فرانسیسکو کالوت داستان را گفت، «آنها فریاد می‌زدند: قرمزها! جدایی‌خواهان!... یک بطری فقط سوسپدرا را از دست داد که اگر به او برخورد می‌کرد او را می‌کشت. همه چیز آماده بود.»
رئال مادرید در عرض نیم ساعت ۲–۰ پیش رفت. گل سوم با اخراج بنیتو گارسیا از بارسلونا همراه بود، پس از آن که او کاری کرد که کالوت ادعا کرد یک «تکل کاملاً عادی» بود. خوزه لوپیس کورونا از مادرید به یاد می‌آورد: «در آن زمان، آنها کمی بی‌اخلاص شدند»، درحالی‌که آنخل مور پاسخ داد: «در آن مرحله، ما فکر کردیم: پس ادامه بده، هر چقدر می‌خواهی گل بزنی.» مادرید در دقایق ۳۱، ۳۳، ۳۵، ۳۹، ۴۳ و ۴۴ گلزنی کرد و نتیجه را ۸–۰ کرد. دو گل نیز به‌دلیل آفساید مردود اعلام شد و در نیمه دوم سه گل دیگر به ثمر رساند که بارسلونا با گل تسلیت دیرهنگام پاسخ داد. خوان سامارانچ نوشت: «در آن جو و با داوری که می‌خواست از هر گونه عارضه‌ای جلوگیری کند، بازی کردن از نظر انسانی غیرممکن بود… اگر آبی اناری‌ها بد بازی می‌کردند، واقعاً بد بازی می‌کردند، هنوز جدول امتیازات به آن رقم نجومی نمی‌رسید. نکته این است که آنها اصلاً بازی نکردند.» به‌گفته سید لو، نویسنده فوتبال، «از آن زمان به نسبت کمی از این بازی صحبت شده است و این نتیجه‌ای نیست که در مادرید جشن گرفته شود. در واقع، ۱۱–۱ جایگاه بسیار برجسته‌تری در تاریخ بارسلونا دارد. این بازی بود که برای اولین بار شناسایی مادرید به‌عنوان تیم دیکتاتوری و بارسلونا به‌عنوان قربانیان آن شکل گرفت.» فرناندو آرگیلا، دروازه‌بان ذخیره بارسلونا در بازی ۱۹۴۳، گفت: «هیچ رقابتی وجود نداشت. حداقل تا آن بازی نه.»

## دوران برنابئو (۱۹۷۸–۱۹۴۳)
پیش از اینکه در سال ۱۹۴۳ رئیس باشگاه شود، سانتیاگو برنابئو قبلاً وظایف بازیکن، کاپیتان تیم اول، تعمیر و نگهداری باشگاه، مدیر تیم اصلی و مدیر را در ارتباطی با باشگاه انجام داده بود که نزدیک به ۷۰ سال به طول انجامید. او مسئول بازسازی باشگاه پس از جنگ داخلی بود و بر ساخت ورزشگاه سانتیاگو برنابئو و سیوداد دپورتیوا نظارت داشت.
برنابئو همچنین باشگاه را در تمام سطوح سازماندهی دوباره کرد، به گونه‌ای که در آینده به سلسله‌مراتب عملیاتی عادی باشگاه‌های حرفه‌ای تبدیل شد، و به هر بخش و سطح باشگاه تیم‌های فنی مستقل داد و کارمندانی مانند رایموندو ساپورتا را به خدمت گرفت. علاوه بر این، تحت نظارت برنابئو، در طول دهه ۱۹۵۰، میگل مالبو، بازیکن سابق آماتور رئال مادرید، آکادمی جوانان رئال مادرید یا «کانترا» را که امروزه به نام لا فابریکا شناخته می‌شود، تأسیس کرد.
سرانجام، از سال ۱۹۵۳، برنابئو استراتژی جذب بازیکنان در کلاس جهانی از اسپانیا و خارج از کشور را آغاز کرد که برجسته‌ترین آنها آلفردو دی استفانو آرژانتینی بود. در دوران ریاست برنابئو، بسیاری از اسطوره‌ترین نام‌های رئال مادرید از جمله دی استفانو، فرانس پوشکاش، فرانسیسکو خنتو، هکتور ریال، ریموند کوپا، خوزه سانتاماریا، میگل مونیوز، آمانسیو و سانتیانا برای این باشگاه بازی کردند.
تحت هدایت برنابئو بود که رئال مادرید خود را به‌عنوان یک نیروی اصلی هم در فوتبال اسپانیا و هم در اروپا تثبیت کرد. پیش از فوت در سال ۱۹۷۸، برنابئو تقریباً ۳۵ سال رئیس باشگاه بود، که طی آن باشگاه او ۱ جام بین قاره‌ای، ۶ جام اروپا، ۱۶ عنوان لیگ، ۶ جام اسپانیا، ۲ جام لاتین و ۱ کوپا اوا دیورته را به‌دست‌آورد.

## دوران دکارلوس (۱۹۸۵–۱۹۷۸)
پس از مدت کوتاهی به‌عنوان رئیس موقت، رایموندو ساپورتا خواستار برگزاری انتخابات شد. خزانه‌دار باشگاه، لوئیس دی کارلوس، استعفا داد تا نامزد ریاست شود. ۲۶ ژوئیه ۱۹۷۸ آخرین مهلتی بود که نامزدها برای شرکت در انتخابات شرکت می‌کردند. دی کارلوس ۳۳۵۲ سند در تأیید نامزدی خود ارائه کرد، درحالی‌که بقیه - کامپوس گیل، متخصص زنان و خوزه داگر، گلفروش - حداقل تعداد مورد نیاز را به موقع دریافت نکردند. این انتخابات لغو شد و لوئیز د کارلوس به‌عنوان رئیس رئال مادرید معرفی شد.
در ۴ ژوئن ۱۹۸۰، ورزشگاه سانتیاگو برنابئو میزبان فینال کوپا دل ری بین رئال مادرید و رئال مادرید کاستیا، تیم دوم باشگاه بود که در ابتدا در ۲۱ ژوئیه ۱۹۷۲ تأسیس شد. کاستیا موفق شد چهار تیم دسته اول - هرکولس، اتلتیک بیلبائو را شکست دهد. رئال سوسیداد و اسپورتینگ دی خیخون - برای رسیدن به فینال. رئال مادرید با نتیجهٔ ۶–۱ کاستیا را با مربیگری خوانخو که به‌شدت از دست رفته بود شکست داد.
بعداً در سال، مجلهٔ فرانس فوتبال رئال مادرید را به‌عنوان بهترین تیم اروپایی در سال ۱۹۸۰ معرفی کرد. هیئت داوران دو عنوان ملی را که تیم در آن سال کسب کرد - لا لیگا و کوپا دل ری - و این واقعیت که آنها به نیمه نهایی رسیدند را در نظر گرفتند. - فینال جام اروپا در آن فصل.
علی‌رغم موفقیت‌های سال پیش، فصل ۸۱–۱۹۸۰ پایان ناخوشایندی برای مادرید داشت. در ۲۶ آوریل ۱۹۸۱، زمانی که شعار پیروزی در وایادولید خوانده می‌شد، آنها عنوان لیگ را از دست دادند. رئال سوسیداد که در آخرین دقیقه در ال مولینون مقابل اسپورتینگ دی خیخون به تساوی ۲–۲ دست یافت، عنوان قهرمانی را به‌دست‌آورد. تقریباً یک ماه بعد، در فینال جام باشگاه‌های اروپا در سال ۱۹۸۱ در ۲۷ مه، گل آلان کندی باعث شد لیورپول قهرمان جام باشگاه‌های اروپا مقابل مادرید شود.
تیم حرفه‌ای رئال مادرید یکی از چهار تیم لیگ برتر بود که در ۱۱ آوریل ۱۹۸۲ از حمله دعوت شده حمایت کرد. در آن روز، سفیدپوشان در کاستیون با فوتبالیست‌های کاستیا بازی کردند و میزبان را ۱–۲ شکست دادند.
فینال جام جهانی فوتبال ۱۹۸۲ در سانتیاگو برنابئو برگزار شد. ایتالیا در یک بازی هیجان‌انگیز مقابل آلمان غربی به برتری رسید و ۳–۱ پیروز شد. چیزی که بیشتر تماشاگران از ۱۱ ژوئیه ۱۹۸۲ بیشتر به خاطر خواهند آورد شادی بود که هر بار که تیم ایتالیایی گل می‌زد، بر ساندرو پرتینی رئیس‌جمهور ایتالیا غلبه می‌کرد.
با در پیش بودن انتخابات ریاست باشگاه، نامزد لوئیس د کارلوس، آلفردو دی استفانو و آمانسیو آمارو را به ترتیب به‌عنوان مربیان تیم اول و کاستیا در ۱۹ مه ۱۹۸۲ معرفی کرد. «پیکان»، به نام دی استفانو، در ابتدا مادرید را ترک کرد. در سال ۱۹۶۴ تنها ۱۸ سال بعد بازگشت. در انتخابات، د کارلوس رامون مندوزا را شکست داد و دی استفانو را دعوت کرد که برای مدیریت تیم با قراردادی دو ساله امضا کرد. اولین فصل هدایت او را بیشتر با واقعیت عجیب و غریب از دست دادن پنج جام به یاد می‌آوریم، چهار تای آنها در چهار فینال (سوپرکوپا، جام برندگان جام اروپا، کوپا دل ری و کوپا د لالیگا). علاوه بر این، در لا لیگا، تیم پس از باخت ۰–۱ مقابل باشگاه سابق دی استفانو والنسیا در مسابقهٔ نهایی در ورزشگاه مستایا، با یک امتیاز کمتر از اتلتیک بیلبائو، تیم باسکی قهرمان، در ردهٔ دوم قرار گرفت. مادرید در بیشتر دورهای پیش از بازی پیشتاز بود و فقط برای کسب عنوان به یک تساوی نیاز داشت.
هنگامی که فصل ۸۴–۱۹۸۳ به پایان رسید، دی استفانو دوباره از رئال مادرید خداحافظی کرد. بیست و یک سال بعد او همین تجربه را پشت سر گذاشت. قرارداد او در ۳۰ ژوئن ۱۹۸۴ به پایان رسید و لوئیز د کارلوس تصمیم گرفت به‌دلیل عدم موفقیت در کسب موفقیت ورزشی، او را دوباره امضا نکند.
در ۱۲ دسامبر ۱۹۸۴، امیلیو بوتراگوئنو با نمایشی فراموش نشدنی مقابل اندرلخت در برنابئو به یک نام‌آشنای اروپایی تبدیل شد. بلژیکی‌ها در بازی رفت ۳–۰ در بروکسل پیروز شدند و دور بعدی جام یوفا را در پیش داشتند، اما بوتراگوئنو امیدهای آنها را با اجرای سه گل (دیگر توسط والدانو [دو] و سانچیس) بر باد داد و رئال مادرید با نتیجهٔ قانع‌کنندهٔ ۶–۱ پیروز شد و در مجموع صعود کرد.
دو قهرمانی اول رئال مادرید در جام یوفا پشت سر هم به‌دست آمد - اولی در سال ۱۹۸۵ برابر تیم مجارستانی ویدیوتون (۳–۰ در ورزشگاه سوستوی و ۰–۱ در چامارتین) و دومی با شکست باشگاه کلن در سال ۱۹۸۶ (۵–۱) در برنابئو و ۰–۲ در المپیاستادیون در برلین).

## دوران مندوزا (۱۹۹۵–۱۹۸۵)
رامون مندوزا پس از دو دوره کوتاه مدت به‌عنوان مدیر و شکست لوئیز د کارلوس در زمان انتخابات، در سال ۱۹۸۵ رئیس باشگاه رئال مادرید شد و طلوع یک دوره جدید در تاریخ باشگاه را آغاز کرد.

### La Quinta del Buitre
"La Quinta del Buitre" نامی بود که توسط روزنامه‌نگار ورزشی اسپانیایی، خولیو سزار ایگلسیاس، به پنج بازیکن بومی رئال مادرید که هسته اصلی تیمی بودند که در دهه ۱۹۸۰ بر فوتبال اسپانیا مسلط بودند، داد. این نام که در زبان انگلیسی به معنای "همگروه کرکس" است، از نام مستعاری که به کاریزماتیک‌ترین عضو آن، امیلیو بوتراگوئنو داده شده، گرفته شده است. چهار عضو دیگر شامل مانوئل سانچز، مارتین وازکز، میشل و میگوئل پاردزا بودند.
سانچیس و مارتین واسکز اولین کسانی بودند که برای تیم اصلی رئال مادرید بازی کردند و اولین بازی خود را در مورسیا در ۴ دسامبر ۱۹۸۳ با مربیگری آلفردو دی استفانو انجام دادند. هر دو به طرز شگفت‌انگیزی خوب بازی کردند و سانچی گل برتری بازی را به ثمر رساند. چند ماه بعد، در ۵ فوریه ۱۹۸۴، بوتراگنیو در یک بازی خارج از خانه در کادیز اولین بازی خود را انجام داد. کرکس یک حس آنی بود و دو گل زد. پاردزا در همان فصل به تیم اصلی اضافه شد و میشل در آغاز فصل بعد به تیم اصلی اضافه شد.
رئال مادرید با La Quinta del Buitre (زمانی که پاردزا در سال ۱۹۸۶ باشگاه را به مقصد ساراگوسا ترک کرد به ۴ نفر کاهش یافت)، رئال مادرید یکی از بهترین تیم‌های اسپانیا و اروپا را در نیمه دوم دهه ۱۹۸۰ داشت و از جمله، دو جام یوفا و سایرین را به‌دست‌آورد. پنج قهرمانی پیاپی اسپانیا رکورد آنها تنها به‌دلیل ناکامی آنها در فتح جام اروپا و ادامه شکست‌های مفتضحانه آنها در برابر تیم بسیار برتر میلان در آن زمان لکه‌دار شد.
مارتین وازکز در سال ۱۹۹۰ برای تورینو بازی کرد، سپس در سال ۱۹۹۲ به مادرید بازگشت و در سال ۱۹۹۵ دوباره برای دپورتیوو لاکرونیا رفت. بوتراگنیو در سال ۱۹۹۵ و میشل در سال ۱۹۹۶ باشگاه را ترک کردند و هر دو به اتلتیکو سلایا در مکزیک پیوستند.
سانچیس تنها عضو لاکوئینتا بود که تمام دوران حرفه‌ای خود را در مادرید بازی کرد. او با دو بار قهرمانی در لیگ قهرمانان اروپا (در سال‌های ۱۹۹۸ و ۲۰۰۰)، کاری را انجام داد که La Quinta در دوران شکوه خود نتوانسته بود به‌دست‌آورد. او در سال ۲۰۰۱ به‌عنوان آخرین عضو فعال گروه معروف در سن ۳۷ سالگی بازنشسته شد.

## دوران سانز (۲۰۰۰–۱۹۹۵)
پس از ده سال و نیم ریاست، رامون مندوزا در ۲۰ نوامبر ۱۹۹۵ استعفای غیرقابل فسخ خود را ارائه کرد. لورنزو سانز از او کناره‌گیری کرد، او به آئین‌نامه ۴۹ باشگاه مراجعه کرد تا توسط یازدهم به‌عنوان وارث مندوزا انتخاب شود. مدیرانی که پس از انتقال قدرت در هیئت مدیره ادامه یافتند. در ۲۰ مهٔ ۱۹۹۶، لورنزو سانز فابیو کاپلو را به‌عنوان سرمربی جدید رئال مادرید معرفی کرد. این مربی ایتالیایی پس از پنج فصل موفق خود در میلان (که با آنها قهرمان لیگ قهرمانان اروپا ۱۹۹۴ شد) به مادرید آمد تا جایگزین آرسنیو ایگلاسیاس شود که پس از استعفای خورخه والدانو مربی تیم را به‌طور موقت مدیریت کرد. با وجود اینکه کاپلو قهرمان لیگ شد، اما تنها پس از یک فصل، مادرید را ترک کرد و گفت که سال‌ها بعد این کار را انجام داد زیرا او آن‌طور که می‌خواست در مادرید مستقر نشد. او به میلان بازگشت.
جانشین کاپلو، یوپ هاینکس آلمانی بود که تیم را برای کسب عنوان مورد انتظار لیگ قهرمانان/جام اروپا هدایت کرد، آخرین قهرمانی این تیم در سال ۱۹۶۶ بود در فینال، که در ۲۰ مهٔ ۱۹۹۸ در آمستردام آرنا برگزار شد، مرنگه‌ها هفتمین جام برتر اروپایی خود را با گلی توسط پدراگ میاتوویچ در برابر یوونتوس فتح کردند، که برترین‌های آن شب بودند. علیرغم فتح اروپا، هاینکس در پایان سال از کار برکنار شد و خوزه آنتونیو کاماچو جایگزین او شد، که خود تنها چند ماه بعد در ژوئیهٔ ۱۹۹۸ پیش از آغاز فصل واقعی استعفا داد. این تیم سپس گاس هیدینک را به خدمت گرفت تا هدایت تیم را در دست بگیرد، اولین چالش او جام بین قاره‌ای ۱۹۹۸ بود. گل فوق‌العاده رائول در توکیو نتیجه نهایی ۲–۱ را برای لوس بلانکوس مقابل تیم برزیلی واسکو داگاما رقم زد. با این حال، هیدینک فقط پس از کمتر از یک فصل اخراج شد، و جان توشاک ولزی جایگزین او در فوریهٔ ۱۹۹۹ شد. نه ماه بعد، در طول فصل ۲۰۰۰–۱۹۹۹، توشاک نیز اخراج شد، هفتمین تغییر مربی تنها در سه سال.
رئال مادرید تحت هدایت سرمربی جدید ویسنته دل بوسکه هشتمین قهرمانی خود در جام باشگاه‌های اروپا/لیگ قهرمانان اروپا را به‌دست‌آورد. فینال که در ورزشگاه تازه‌ساخت‌شده «استاد دو فرانس» پاریس برگزار شد، میزبان اولین فینال اسپانیایی این رقابت‌ها (از جمله دورهٔ جام‌های اروپا) بود که در ۲۴ مهٔ ۲۰۰۰، مادرید را مقابل والنسیا قرار داد. رئال مادرید به راحتی والنسیا را با گل‌های فرناندو مورینتس، استیو مک‌منمن و رائول ۳–۰ شکست داد.

## دوران کهکشانی/پرز (۲۰۰۶–۲۰۰۰)

### ۲۰۰۰–۲۰۰۳
در ژوئیه ۲۰۰۰، فلورنتینو پرز به عنوان رئیس باشگاه انتخاب شد و قول داد که بدهی باشگاه را پاک کند و امکانات باشگاه را مدرن کند، هرچند وعده اصلی انتخاباتی که پرز را به پیروزی رساند، امضای قرارداد با ستاره آن زمان بارسلونا، لوئیس فیگو بود. در طول مبارزات انتخاباتی، پرز ادعا کرد که با وینگر پرتغالی به توافق رسیده است که در صورت انتخاب پرز، فیگو به برنابئو برود. در ۱۶ ژوئیه، پرز در انتخابات پیروز شد و در واقع، هشت روز بعد، پیراهن شماره ۱۰ مادرید را به فیگو دادند.
چند روز بعد، فرناندو ردوندو، بت رئال مادرید، که علناً از حریف پرز، لورنسو سانس حمایت می‌کرد، در محاصره جنجال‌ها، به غول ایتالیایی میلان فروخته شد. در تابستان سال ۲۰۰۰، رئال مادرید کلود ماکلله، آلبرت سلادس، فلاویو کونسیسائو، سزار سانچز، پدرو مونیتیس و سانتیاگو سولاری را به خدمت گرفت، اگرچه به غیر از ماکلله و کونسیسائو، بقیه پیش از انتخاب پرز امضا شده بودند. انتظارات بالا بود زیرا لوس بلانکوس فصل ۰۱–۲۰۰۰ را با احتمال کسب پنج جام آغاز کرد. با این حال، این باشگاه در اولین آزمون شکست خورد و سوپرجام اروپا ۲۰۰۰ را با نتیجه ۱–۲ از دست داد تا گالاتاسارای قهرمان جام یوفا در سال ۲۰۰۰ شود. بعداً، مصدومیت فرناندو مورینتس باعث شد رئال مادرید یک مهاجم مرکزی نداشته باشد، اما سرمربی ویسنته دل بوسکه با استفاده از گوتی فارغ‌التحصیل تیم جوانان در این نقش بداهه پردازی کرد و رئال مادرید با این کار مقابله کرد و آغاز خوبی در رقابت‌های داخلی و اروپایی خود داشت. با این حال، آنها در نیوکمپ مقابل بارسلونا ۲–۰ شکست خوردند و بعداً توسط تولدو از کوپا دل ری حذف شدند و همچنین فینال جام بین قاره‌ای را به تیم بوکاجونیورز به رهبری مارتین پالرمو و خوان رومان ریکلمه باختند.
با این وجود، رئال مادرید فرم خود را بازیافت و در اواسط ژانویه در صدر جدول لیگ قرار گرفت، موقعیتی که در راه رسیدن به قهرمانی در نهایت از آن دست نکشیدند. مادریدی‌ها نیز از مرحله گروهی دوم لیگ قهرمانان اروپا صعود کردند تا در مرحله یک چهارم نهایی به مصاف گالاتاسرای بروند. لوس مرنگس بازی رفت را در استانبول با نتیجه ۳–۲ شکست داد، اما پس از پیروزی ۳–۰ در برنابئو، بازی را به دست آورد. سپس بازی نیمه نهایی لیگ قهرمانان اروپا در فصل ۲۰۰۰–۱۹۹۹ مقابل بایرن مونیخ را تکرار کرد. با این حال، امسال رئال مادرید به فینال نرسید و در مجموع ۱–۳ به قهرمان نهایی باخت. با وجود شکست، در ۲۶ مه، مادرید با پیروزی قاطع ۵–۰ مقابل آلاوس در برنابئو، خود را قهرمان دسته اول کرد. دو گل توسط رائول و یک گل توسط گوتی، فرناندو هیرو و ایوان هلگوئرا تضمین کننده پیروزی و بیست و هشتمین قهرمانی رئال مادرید در لیگ با دو بازی مانده به پایان خواهد بود.
پس از دستیابی به توافق برای منطقه بندی دوباره و فروش سیوداد دپورتیوا، پرز در سال ۲۰۰۱ با زین‌الدین زیدان، ۲۰۰۲ رونالدو و در سال ۲۰۰۳ دیوید بکهام را به خدمت گرفت. این استراتژی که در ابتدا "Zidanes y Pavones" نام داشت، به منظور ادغام ستارگان جهان و فارغ التحصیلان تیم جوانان با هم در تیم بود. قابل بحث است که آیا این قمار نتیجه داد یا خیر، زیرا با وجود قهرمانی در لیگ قهرمانان اروپا و یک جام بین قاره‌ای در سال ۲۰۰۲ و به دنبال آن لالیگا در سال ۲۰۰۳، باشگاه نتوانست یک جام مهم را برای سه فصل بعدی کسب کند. خارج از زمین، سیاست زیدان و پاوونز بر اساس بهره‌برداری از پتانسیل بازاریابی بالای باشگاه در سراسر جهان، به ویژه در آسیا، منجر به افزایش موفقیت مالی شد.

### فصل ۰۴–۲۰۰۳

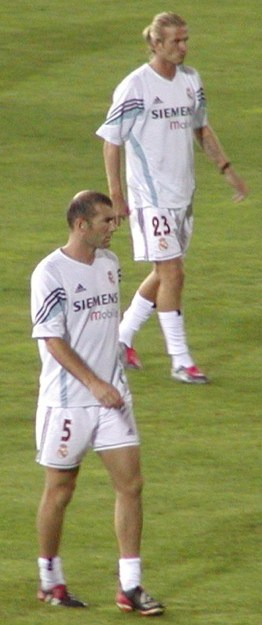
زین‌الدین زیدان (چپ) و دیوید بکهام (راست) دو کهکشانی برجسته بودند.

چند روز پس از کسب عنوان قهرمانی لیگ ۰۳–۲۰۰۲ با بحث و جدل همراه بود. اولین تصمیم بحث‌برانگیز زمانی گرفته شد که پرز سرمربی برنده ویسنته دل بوسکه را پس از اینکه مدیر ورزشی رئال مدعی شد که دل بوسکه مرد مناسبی برای این کار نیست، اخراج کرد. آنها می‌خواستند یک جوان تیم را تکان دهد. جو متحول زمانی ادامه یافت که اسطوره و کاپیتان مادرید، فرناندو هیرو، پس از اختلاف نظر با مدیریت، باشگاه را ترک کرد، همان‌طور که استیو مک منامن نیز چنین کرد. با این حال، باشگاه در پیش فصل به تور آسیا رفت و دیوید بکهام کهکشانی تازه امضا شده را معرفی کرد. پرز و مدیرانش از تمدید قرارداد کلود ماکلله با افزایش دستمزد خودداری کردند و باعث ناراحتی ماکلله شد که درخواست انتقال کرد و در نهایت به چلسی نقل مکان کرد. در روزهای پایانی نقل و انتقالات، فرناندو مورینتس نیز از این باشگاه جدا شد و به صورت قرضی به موناکو در لیگ ۱ فرانسه پیوست. رئال مادرید با سرمربی جدید کارلوس کی روش، لیگ داخلی خود را پس از پیروزی سخت مقابل رئال بتیس به آرامی آغاز کرد.
با این حال، زمانی که مادرید در خانه با نتیجه ۷–۲ مقابل رئال وایادولید پیروز شد، شک و تردیدهای تیم برطرف شد. در نیم فصل دوم، تیم به جوانان و فارغ التحصیلان آکادمی، از جمله بورخا، آلوارو مجیا، آنتونیو نونیز و خوانفران وقت بازی داد، زیرا کی روش تصمیم گرفت تیمش را به صورت چرخشی تغییر دهد. رئال مادرید همچنین در صدر گروه خود در لیگ قهرمانان اروپا قرار گرفت و پس از شکست بایرن مونیخ در مرحله یک‌هشتم نهایی با نتیجه ۲–۱ در مجموع به مرحله یک چهارم نهایی صعود کرد. با این حال، فرناندو مورینتس، مهاجم قرضی مادرید، تیمش را در مرحله یک چهارم نهایی مجازات کرد، زیرا مادرید شاهد پیشرفت موناکو در مجموع ۵–۵ از طریق قانون گل‌های خارج از خانه بود و به نیمه نهایی رفت. مادرید با این وجود فرم خود را در لیگا بالا نگه داشت و در ماه فوریه با ۸ امتیاز بالاتر از والنسیا، رده دوم جدول را پشت سر گذاشت. با این حال، یک روند ضعیف در انتظار آنها بود، زیرا آنها برای اولین بار در برنابئو در آن فصل از اوساسونا با نتیجه ۰–۳ شکست خوردند. آنها امتیازات خود را پس از پیروزی در ورزشگاه ویسنته کالدرون مقابل رقبای شهری اتلتیکو مادرید به دست آوردند، اما ناامیدی‌های بیشتری به سرعت دنبال شد. آنها پنج بازی آخر لیگ خود را در خانه به مایورکا، بارسلونا و رئال سوسیداد باختند، و همچنین در خارج از خانه در رئال مورسیا و دپورتیوو د لاکرونیا شکست خوردند. این شکست‌ها به همه تیم‌های والنسیا، بارسا و دپورتیوو اجازه داد تا از آن‌ها در جدول جهش کنند و سال را به ترتیب در صدر سه جدول به پایان برسانند، زیرا رئال فصل را با رتبه چهارم ناامیدکننده به پایان رساند. عملکرد ضعیف آنها ادامه یافت و در فینال کوپا دل ری به رئال ساراگوسا باختند. اندکی پس از پایان فصل، کی روش برکنار شد و خوزه آنتونیو کاماچو بازیکن سابق رئال مادرید جایگزین او شد.

### فصل ۰۵–۲۰۰۴
کاماچو عملکرد ضعیف تیم در دفاع را برجسته کرد و فلورنتینو پرز را متقاعد کرد که در مجموع ۴۵ میلیون یورو برای والتر ساموئل مدافع آرژانتینی و جاناتان وودگیت مدافع میانی انگلیسی از رم و نیوکاسل یونایتد به ترتیب ۴۵ میلیون یورو خرج کند، اما به دلیل اینکه پاتریک ویرا ژنرال هافبک آرسنال را به خدمت نگرفت. به جسارت او در درخواست دستمزد کهکشانی مانند حقوق لوئیس فیگو، زین‌الدین زیدان، رونالدو و دیوید بکهام. تابستان ۲۰۰۴ همچنین شاهد فروش ساموئل اتوئو، مهاجم کامرونی، که قبلاً به مایورکا قرضی شده بود، به رقیب اصلی بارسلونا فروخته شد.
علاوه بر اضافه شدن خط دفاعی، مایکل اوون مهاجم انگلیسی از لیورپول خریداری شد، اما این بازیکن هرگز در رئال مادرید مستقر نشد. تا حدودی طعنه‌آمیز، اتوئو در اولین فصل حضورش در این تیم به موفقیت‌های بزرگی با بارسلونا دست یافت. کاماچو به دلیل عملکرد ضعیف تیمش از سرمربیگری استعفا داد و ماریانو گارسیا رمون جایگزین او شد. آخرین بازی گارسیا رمون باخت در مقابل سویا بود، جایی که بارسا، قهرمان نهایی، شش امتیاز از نزدیکترین رقیب خود فاصله داشت و مادرید در رده پایین پنجم قرار گرفت. رمون پس از تعطیلات زمستانی جای خود را به واندرلی لوکزامبورگو داد، که سپس توماس گریوزن را از اورتون به خدمت گرفت تا جای خالی خط هافبک را پر کند. مادریدی‌ها نتوانستند به مرحله یک چهارم نهایی لیگ قهرمانان اروپا و کوپا دل ری صعود کنند، اما تحت هدایت لوکزامبورگو، مادریدی‌ها با ۸۰ امتیاز با ۴ امتیاز کمتر از بارسلونا، سخت جنگیدند تا جایگاه دوم را کسب کنند.

### فصل ۰۶–۲۰۰۵
فصل ۰۶–۲۰۰۵ با چندین خرید جدید از جمله خولیو باپتیستا (۲۰ میلیون یورو)، روبینیو (۳۰ میلیون یورو) و سرخیو راموس (۳۰ میلیون یورو) آغاز شد. با این حال، لوکزامبورگو نتوانست فرمول مناسبی را در زمین پیدا کند، زیرا فرم ضعیف رئال مادرید ادامه یافت و پس از باخت تحقیرآمیز ۰–۳ در مقابل بارسلونا در برنابئو، به پایان رسید. لوکزامبورگو در نهایت استعفا داد و خوان رامون لوپز کارو، مدیر سابق رئال مادرید کاستیا جایگزین او شد. بازگشت کوتاهی به فرم پس از شکست در بازی اول نیمه نهایی کوپا دل ری با نتیجه ۶–۱ مقابل ساراگوسا، ناگهان متوقف شد. اندکی بعد، رئال مادرید برای چهارمین سال متوالی و این بار توسط آرسنال از لیگ قهرمانان اروپا حذف شد. در ۲۷ فوریه ۲۰۰۶، فلورنتینو پرز از ریاست باشگاه استعفا داد. رئال مادرید در نهایت موفق شد در لیگ به مقام دوم برسد اما تهدیدی جدی برای بارسلونا مدافع عنوان قهرمانی ایجاد نکرد.

## دوران کالدرون (۲۰۰۹–۲۰۰۶)

### فصل ۰۷–۲۰۰۶
در ۲ ژوئیه ۲۰۰۶، رامون کالدرون به عنوان رئیس باشگاه انتخاب شد و متعاقباً فابیو کاپلو را به عنوان سرمربی جدید و پردراگ میاتوویچ را به عنوان مدیر ورزشی جدید منصوب کرد. کاپلو به عنوان سرمربی جدید رئال مادرید، فابیو کاناوارو و امرسون، کاپیتان قهرمان جام جهانی ۲۰۰۶ را که هر دو از یوونتوس درگیر بودند، با مبلغی بالغ بر ۲۳ میلیون یورو به خدمت گرفت. رود فن نیستلروی از منچستریونایتد به مبلغ ۱۵ میلیون یورو؛ ماهامادو دیارا از لیون به مبلغ ۲۶ میلیون یورو؛ و در آخرین لحظه، خوزه آنتونیو ریس وام داد و خولیو باپتیستا پس از یک دوره ناامیدکننده در مادرید، مسیر دیگری را طی کرد. با این حال، کالدرون همان‌طور که قبلاً قول داده بود نتوانست کاکا از میلان، سسک فابرگاس از آرسنال و آرین روبن از چلسی را به خدمت بگیرد. با این وجود، در پنجره نقل و انتقالات ژانویه، او موفق شد مارسلو، مدافع چپ فلومیننزه (۶٫۵ میلیون یورو)، گونزالو هیگواین، مهاجم ریورپلاته (۱۳ میلیون یورو) و فرناندو گاگو، هافبک بوکا جونیورز (۱۸ میلیون یورو) را به خدمت بگیرد.
در ۲ ژوئیه ۲۰۰۶، رامون کالدرون به عنوان رئیس باشگاه انتخاب شد و متعاقباً فابیو کاپلو را به عنوان سرمربی جدید و پردراگ میاتوویچ را به عنوان مدیر ورزشی جدید منصوب کرد. کاپلو به عنوان سرمربی جدید رئال مادرید، فابیو کاناوارو و امرسون، کاپیتان قهرمان جام جهانی ۲۰۰۶ را که هر دو از یوونتوس درگیر بودند، با مبلغی بالغ بر ۲۳ میلیون یورو به خدمت گرفت. رود فن نیستلروی از منچستریونایتد به مبلغ ۱۵ میلیون یورو؛ ماهامادو دیارا از لیون به مبلغ ۲۶ میلیون یورو؛ و در آخرین لحظه، خوزه آنتونیو ریس وام داد و خولیو باپتیستا پس از یک دوره ناامیدکننده در مادرید، مسیر دیگری را طی کرد. با این حال، کالدرون همان‌طور که قبلاً قول داده بود نتوانست کاکا از میلان، سسک فابرگاس از آرسنال و آرین روبن از چلسی را به خدمت بگیرد. با این وجود، در پنجره نقل و انتقالات ژانویه، او موفق شد مارسلو، مدافع چپ فلومیننزه (۶٫۵ میلیون یورو)، گونزالو هیگواین، مهاجم ریورپلاته (۱۳ میلیون یورو) و فرناندو گاگو، هافبک بوکا جونیورز (۱۸ میلیون یورو) را به خدمت بگیرد.
در ۱۶ ژانویه ۲۰۰۷، کالدرون در مورد رفتار برخی از بازیکنان تیم و هواداران سانتیاگو برنابئو اظهارات بسیار تاسف باری ارائه کرد که باشگاه را در شرایط حساسی قرار داده است. یکی از بازیکنانی که کالدرون مورد انتقاد قرار گرفت دیوید بکهام بود که در ژانویه ۲۰۰۷ با قراردادی برای بازی در لس آنجلس گلکسی لیگ برتر فوتبال (MLS) در پایان آن فصل موافقت کرد. در میان دیگرانی که از بکام انتقاد کرد، فابیو کاپلو، مدیر باشگاه بود، که در آن زمان قول داد که دیگر هرگز بکام را برای تیم انتخاب نکند، اگرچه بعداً سخنان خود را پس گرفت. در پایان ژانویه، مهاجم رونالدو با مبلغ ۷٫۵ میلیون یورو به میلان باشگاه را ترک کرد. در ۹ فوریه ۲۰۰۷، کاپلو به بکهام اجازه داد تا در بازی خارج از خانه مقابل رئال سوسیداد به ترکیب اصلی رئال بازگردد. بکهام خوب بازی کرد و گل تساوی را در این مسابقه به ثمر رساند، پیروزی ۲–۱. در ۲۴ فوریه ۲۰۰۷، دربی مادرید بین اتلتیکو و رئال در ویسنته کالدرون با تساوی ۱–۱ با گل‌های فرناندو تورس و گونزالو هیگواین به ترتیب برای اتلتیکو و رئال به پایان رسید.
در ۷ مارس ۲۰۰۷، رئال مادرید نتوانست به مرحله یک چهارم نهایی لیگ قهرمانان اروپا برسد، زیرا با عملکرد قدرتمند بایرن مونیخ در خانه خفه شده بود. علیرغم پیروزی ۳–۲ در بازی خانگی، آنها ۲–۱ در آلیانز آرنا در مونیخ شکست خوردند و در یک تساوی گل‌های خارج از خانه حذف شدند. بایرن همچنین سریعترین گل لیگ قهرمانان اروپا را در آن بازی به ثمر رساند، پس از اینکه روبرتو کارلوس پس از آغاز بازی توپ را از دست داد که منجر به گلزنی روی ماکای در ده ثانیه شد.
در ۱۰ مارس ۲۰۰۷، رئال مادرید در نیوکمپ به مصاف بارسلونا رفت. رئال مادرید سه بار با دو گل رود فن نیستلروی و یک گل سرخیو راموس پیش افتاد، اما با هت تریک لیونل مسی، از جمله گل تساوی در زمان مصدومیت، شکست خورد. با وجود اخراج اولگوئر، ال کلاسیکو با نتیجه ۳–۳ به پایان رسید.
رئال مادرید موفق شد برای اولین بار در تمام فصل به‌طور ثابت فرم خود را پیدا کند زیرا موفق شد هفت بازی از هشت بازی از دوازده بازی پایانی را به دست آورد، از جمله برد خانگی ۲–۱ مقابل والنسیا در ۲۱ آوریل ۲۰۰۷ و یک پیروزی خانگی دیگر با نتیجه ۳–۲ خانگی. سویا در ۶ مه ۲۰۰۷. سپس کالدرون ادامه داد که اگر تیم به بازی عالی خود ادامه دهد، او مطمئن است که رئال مادرید قهرمان لیگ خواهد شد و به انتظار چهار ساله خود برای یک جام بزرگ در ۱۷ ژوئن پایان خواهد داد.
در ۱۲ می ۲۰۰۷، با وجود نداشتن روبینیو و بکهام در زمین (به دلیل کارت زردهای جداگانه در بازی پیش مقابل سویا)، رئال مادرید برای اولین بار در تمام فصل با شکست اسپانیول ۴- مقام اول لالیگا را از آن خود کرد. ۳، بازگشت از کسری ۱–۳ نیمه اول. لوس بلانکوس توانست به لطف گل دقیقه ۸۹ گونزالو هیگواین از تساوی ۳–۳ جلوگیری کند. یکشنبه بعد، بارسا با تساوی ۱–۱ مقابل رئال بتیس، امتیازات را از دست داد. رئال مادرید با توجه به رکورد برتر رودرروی خود در صدر جدول لیگا قرار گرفت و چهار بازی مهم باقی مانده بود. یکشنبه بعد، رئال موفق شد ۲–۳ ریکراتیوو د هوئلوا را در نوئوو کلمبینو شکست دهد. با تساوی ۲–۲، رئال مادرید به نظر می‌رسید که برتری را به رقیب بارسلونا بازگرداند تا اینکه روبرتو کارلوس در پایان بازی با پاس گل فرناندو گاگو گلزنی کرد و تیم تنها ۳ بازی مانده به بازی با هوئلوا را ترک کرد. سفارش، دپورتیوو، ساراگوسا و مایورکا.
در ۲۶ مه ۲۰۰۷، رئال مادرید یک عملکرد عالی دیگر به نمایش گذاشت تا دپورتیوو را ۳–۱ در برنابئو شکست دهد. این پیروزی شش پیروزی متوالی را برای رئال مادرید به ارمغان آورد که با گل‌های سرخیو راموس، رائول و رود فن نیستلروی پیروزی را تضمین کرد. در ۹ ژوئن، رئال آخرین بازی خود در لیگ را مقابل ساراگوسا در لاروماردا انجام داد. بازی زمانی بد آغاز شد که رئال مادرید دقایقی پیش از آغاز بازی مجبور شد ترکیب اصلی خود را تغییر دهد، زمانی که میگل تورس مدافع جوان در حین گرم کردن مصدوم شد و همسترینگ او پاره شد. در این بازی، ساراگوسا نزدیک به پایان بازی ۲–۱ رئال را پیش انداخت، در حالی که بارسلونا نیز مقابل اسپانیول ۲–۱ پیروز شد. به نظر می‌رسید که چالش قهرمانی رئال تمام شده باشد. با این حال، گل تساوی دیرهنگام ون نیستلروی و به دنبال آن گل دقیقه آخر رائول تامودو برای اسپانیول، امیدهای قهرمانی رئال مادرید را به نفع آنها افزایش داد. سویا در خارج از خانه مقابل مایورکا نیز با نتیجه ۰–۰ متوقف شد که به این معنی بود که پیروزی در خانه مقابل مایورکا عملاً سی‌امین قهرمانی لوس مرنگس را در لیگ اسپانیا تضمین می‌کند.
این عنوان در ۱۷ ژوئن به دست آمد، جایی که رئال در برنابئو با مایورکا روبرو شد، در حالی که بارسلونا و سویا به ترتیب با جیمناستیک د تاراگونا و ویارئال روبرو شدند. در نیمه، رئال ۰–۱ عقب بود، در حالی که بارسلونا در تاراگونا با نتیجه ۰–۳ پیش بود. با این حال، سه گل در نیم ساعت گذشته باعث پیروزی ۳–۱ رئال مادرید و اولین قهرمانی آنها در لیگ از سال ۲۰۰۳ شد. یک گل به خودی و به دنبال آن یک گل لذت بخش دیگر از ریس به رئال اجازه داد تا جشن قهرمانی را آغاز کند. هزاران هوادار رئال مادرید برای جشن گرفتن این عنوان به میدان سیبلس رفتند.

### فصل‌های ۰۸–۲۰۰۷ و ۰۹–۲۰۰۸

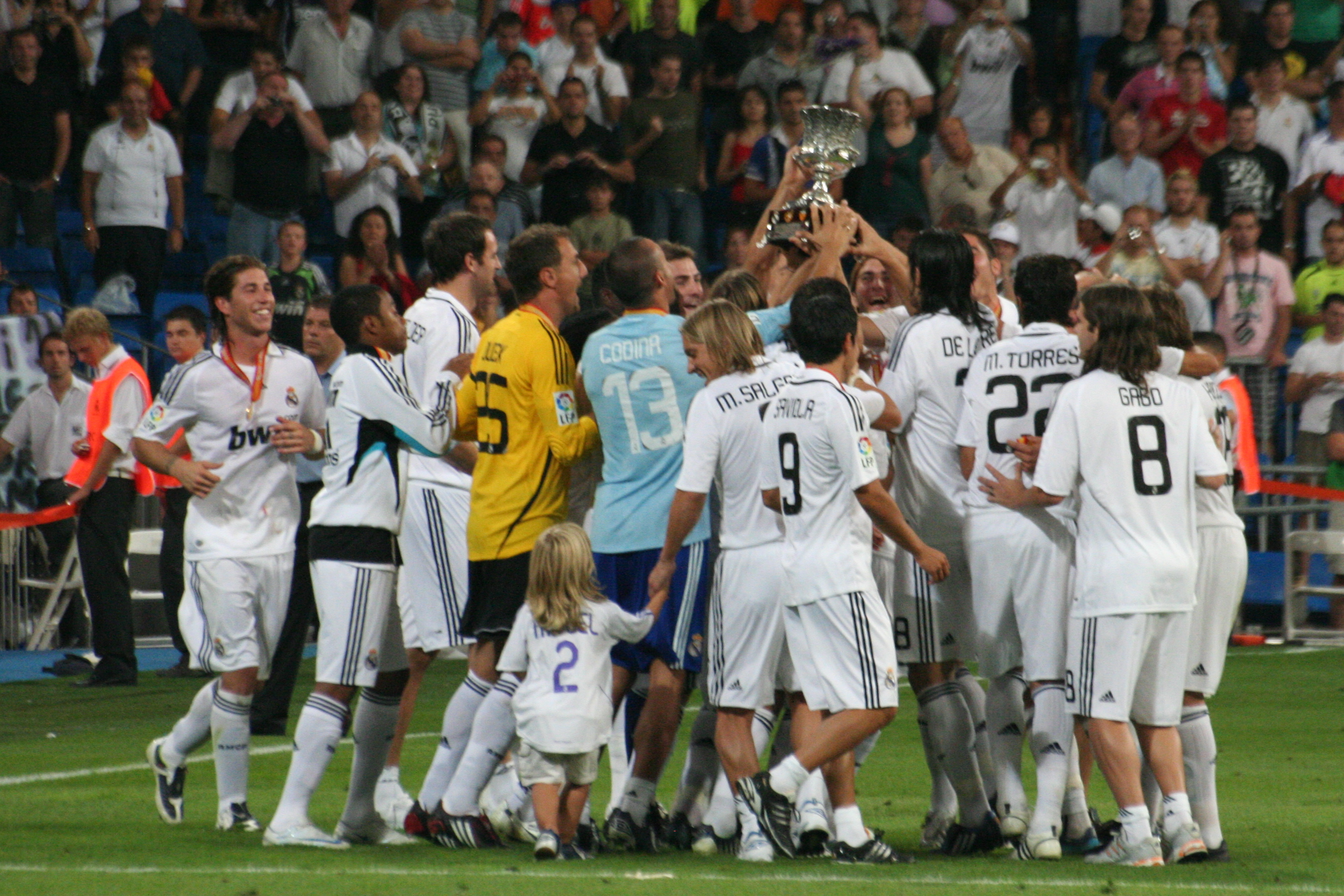
بازیکنان رئال مادرید قهرمانی خود در سوپرجام اسپانیا را در سال ۲۰۰۸ جشن می‌گیرند.

در ۲۵ اوت، رئال مادرید فصل را در دربی مقابل رقیب شهری اتلتیکو مادرید در سانتیاگو برنابئو آغاز کرد. نمایش بسیار سرگرم‌کننده‌ای از هر دو طرف بود، اما رئال موفق شد با گل‌های رائول و وسلی اسنایدر برای رئال، ۲–۱ پیروز شود، در حالی که سرخیو آگوئرو برای اتلتیکو گلزنی کرد. این یک آغاز عالی برای رئال بود، زیرا آنها مهارت نشان دادند و در حال انطباق با سبک جدیدی از بازی بودند که مدیر جدید برند شوستر معرفی کرده بود. در ۲۸ اوت، آنتونیو پوئرتا از سویا پس از سه روز بستری شدن در بیمارستان درگذشت. جام سانتیاگو برنابئو، که رئال مادرید در مورد آن در برابر اسپورتینگ سی پی تلاش می‌کرد، به افتخار پوئرتا لغو شد. در ۲ سپتامبر، رئال مادرید موفق شد با دو گل اسنایدر، یک گل از رائول، یک گل از رود فن نیستلروی و یک گل از گوتی، ۵–۰ مقابل ویارئال در ال مادریگال پیروز شود. رئال پس از اینکه آلمریا را در خانه شکست داد و پیش از کسب تساوی ۱–۱ در مقابل رئال وایادولید، با خاویر ساویولا گل تساوی را در سه دقیقه مانده به وقت پایانی به ثمر رساند، روند پیروزی خود را به ۳ افزایش داد.
چهار روز بعد، رئال بدون شکست ماند و با گل‌های رائول و یک ضربه دوچرخه شگفت‌انگیز از خولیو باپتیستا، رئال بتیس را ۲–۰ در برنابئو شکست داد. رئال به روند شکست ناپذیری خود زیر نظر شوستر ادامه داد و ختافه را ۰–۱ در خارج از خانه شکست داد تا مطمئن شود لوس بلانکوس در قله لالیگا باقی خواهد ماند.
رئال مسابقات اروپایی خود را به خوبی آغاز کرد و تیم آلمانی وردربرمن را با گل‌های رائول و فن نیستلروی ۲–۱ در خانه شکست داد و به ترتیب از المپیاکوس، وردربرمن و لاتزیو در صدر گروه خود قرار گرفت. با این حال، آنها در اولین دور حذفی مقابل رم، در مجموع ۴–۲ شکست خوردند.
در ۹ دسامبر ۲۰۰۸، اعلام شد که برند شوستر از سرمربیگری اخراج شده است و خوانده راموس، سرمربی سابق تاتنهام هاتسپور جایگزین او خواهد شد. آن فصل یکی از فاجعه‌بارترین فصل‌های تاریخ باشگاه بود: رئال در مرحله یک‌هشتم نهایی برای پنجمین بار متوالی از لیگ قهرمانان اروپا حذف شد و در مجموع ۰–۵ به لیورپول باخت و از لیگ قهرمانان کنار رفت. کوپا دل ری به تیم رده سومی رئال یونیون، و با باخت تحقیرآمیز ۲–۶ توسط بارسلونا در سانتیاگو برنابئو شرمنده شد، که تماماً قهرمانی در لیگ را برای بارسا تأیید کرد که در ادامه سه‌گانه را به دست آورد. سپس مادرید ۴ بازی آخر خود در لیگ را از دست داد تا کارزار فاجعه‌بار را متوقف کند.

## دوره دوم فلورنتینو پرز (۲۰۰۹–اکنون)

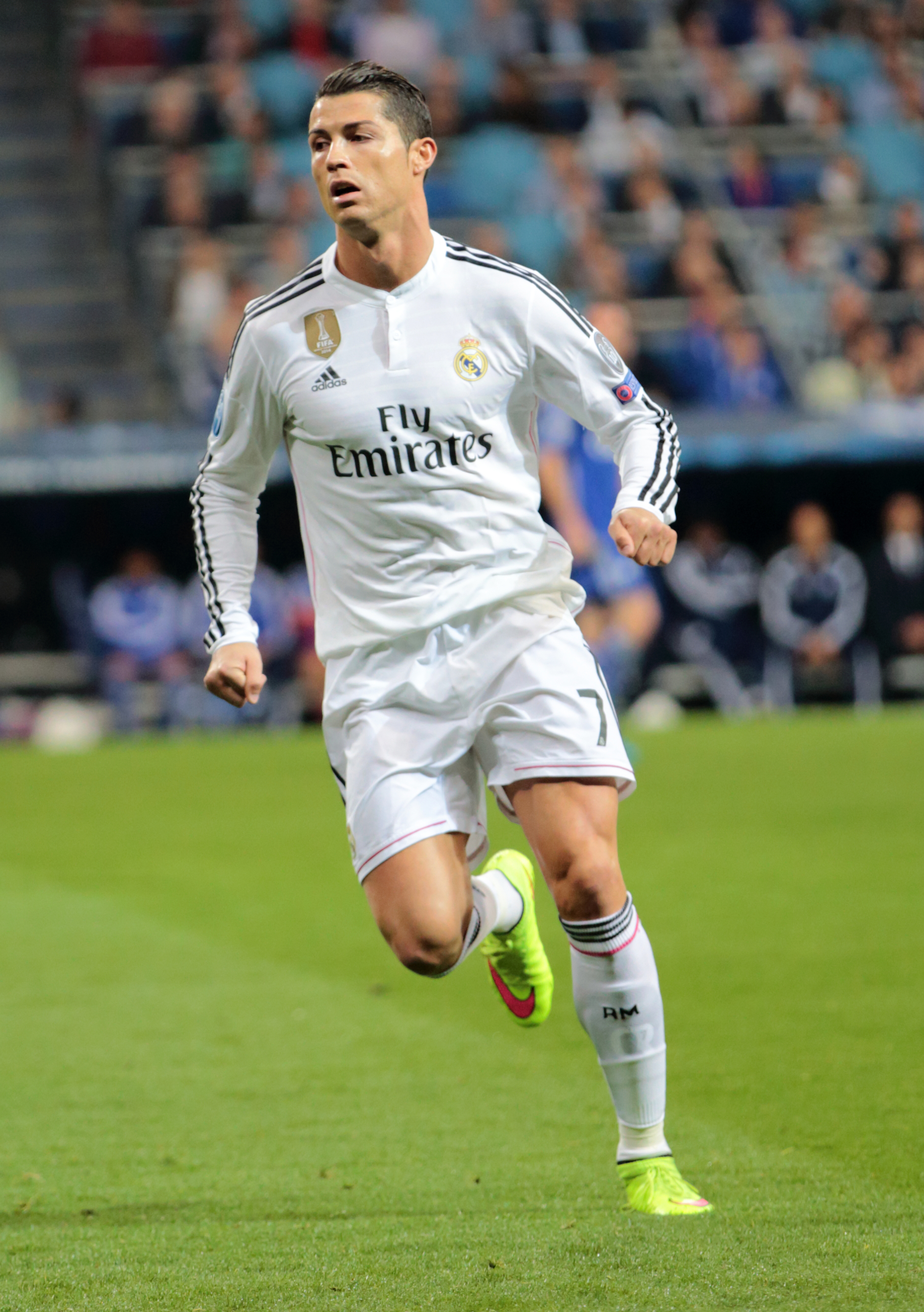
کریستیانو رونالدو در سال ۲۰۰۹ با ۹۴ میلیون یورو گران‌ترین خرید باشگاه بود.

در ۱ ژوئن ۲۰۰۹، فلورنتینو پرز دوباره ریاست رئال مادرید را در میان خشم ناشی از افول باشگاه به دست گرفت. پرز به سیاست کهکشانی‌ها که در دوره اول ریاست‌جمهوری خود دنبال می‌کرد، ادامه داد و کاکا را از میلان با مبلغ رکوردشکنی ۵۶ میلیون پوند خرید و سپس با خرید کریستیانو رونالدو از منچستریونایتد به مبلغ ۸۰ میلیون پوند، دوباره رکورد را شکست. فصل ۱۰–۲۰۰۹، با این حال، فصل انتقالی بود زیرا مادرید دوباره در لیگ دوم شد، اگرچه این بار با کسب ۹۶ امتیاز و توسط لیون از لیگ قهرمانان اروپا حذف شد. همچنین فصل با مصدومیت کریستیانو رونالدو خدشه دار شد، که او را هفت هفته از میدان‌ها دور کرد، اگرچه او همچنان با ۳۳ گل در صدر جدول گلزنان قرار داشت و مادرید با ۱۰۲ گل به گلزن‌ترین تیم لالیگا تبدیل شد. رئال مادرید همچنین این بدشانسی را داشت که با بالاترین امتیاز در تاریخ پنج لیگ برتر اروپا نایب قهرمان شود تا اینکه با امتیاز ۹۷ لیورپول در فصل ۱۹–۲۰۱۸ از او پیشی گرفت.
ژوزه مورینیو در ماه مه ۲۰۱۰ هدایت این تیم را برعهده گرفت. در فصل ۱۱–۲۰۱۰، مادرید بازسازی شده با موفقیت در همه جبهه‌ها جنگید و پا به پای تیمی درخشان بارسلونا بود که برخی آن را بزرگ‌ترین تیم تاریخ فوتبال می‌دانند. در نهایت، مادرید با ۹۲ امتیاز و چهار امتیاز کمتر از رقیب همیشگی خود در جایگاه دوم لیگ قرار گرفت، اما توانستند آنها را در فینال کوپا دل ری شکست داد ولی در نیمه نهایی لیگ قهرمانان اروپا به بارسا باختند، در حالی که رئال برای اولین بار از فصل ۲۰۰۲–۲۰۰۳ به آن مرحله صعود کرده بود. علاوه بر این، از ۱۶ آوریل تا ۳ مه، یک اتفاق نادر رخ داد که برای اولین بار، چهار ال کلاسیکو در یک بازه زمانی ۱۸ روزه برگزار می‌شد. اولین بازی در رقابت‌های لیگ در ۱۶ آوریل بود (که با گل‌های پنالتی هر دو تیم ۱–۱ به پایان رسید)، بازی دوم در فینال کوپا دل ری (که  مادرید ۱–۰ برنده شد) و اولین جام در دومین دوره کهکشانی برای آنها به ارمغان آورد.   بازی سوم و چهارم در نیمه نهایی لیگ قهرمانان اروپا در ۲۷ آوریل و ۳ مه (بارسلونا در مجموع با پیروزی ۲–۰ خارج از خانه و تساوی ۱–۱ خانگی پیروز شد).  دو بازی‌ لیگ قهرمانان اروپا جنجالی‌ترین شکل انجام شد، زیرا تصمیمات متعدد داوری به شدت مورد انتقاد مورینیو و بازیکنان مادرید قرار گرفت و یوفا را به حمایت از تیم کاتالانی متهم کردند؛ یعنی کارت قرمز په په در دقیقه ۶۱ بازی اول زیر سؤال رفت و پس از آن بارسلونا دو گل به ثمر رساند و مورینیو به دلیل اعتراض از بازی اخراج شد و در ادامه از بازی برگشت محروم شد و چندین آفساید جنجالی گرفته شد. در لالیگا مادرید با ۱۰۲ گل دوباره به یشترین گل زده در لالیگا تبدیل شد و عملکرد خوب خود را از فصل پیش تکرار کرد و رونالدو ۴۰ گل به ثمر رساند و کفش طلای اروپا را به دست آورد.
در فصل ۱۲–۲۰۱۱، رئال مادرید برای سی و دومین بار در تاریخ خود قهرمان لالیگا شد، همچنین فصل را با رکوردهای متعدد لیگ، از جمله ۱۰۰ امتیاز، ۱۲۱ گل زده، تفاضل گل  ۸۹+،۳۲ برد و ۱۶ برد خارج از خانه،. آنها همچنین برای پانزدهمین فصل متوالی در لیگ قهرمانان اروپا شرکت کردند و در نیمه نهایی به بایرن مونیخ در ضربات پنالتی (پس از تساوی ۳–۳ در مجموع) به شیوه‌ای دلخراش باختند. مادرید به عنوان مدافع عنوان قهرمانی وارد کوپا دل ری شد، اما در مجموع ۳–۴ در مرحله یک چهارم نهایی به بارسلونا شکست خورد. در همان فصل، کریستیانو رونالدو سریع‌ترین بازیکن تاریخ لیگ اسپانیا شد که به ۱۰۰ گل زده می‌رسد. رونالدو با رسیدن به ۱۰۱ گل در ۹۲ بازی، از فرنس پوشکاش، اسطوره رئال مادرید که در ۱۰۵ بازی ۱۰۰ گل به ثمر رساند، پیشی گرفت. رونالدو (۶۰) امتیاز توسط گل‌های فردی برای باشگاه در یک فصل ثبت کرد و اولین بازیکنی شد که در یک فصل مقابل ۱۹ تیم حریف گلزنی می‌کند.
رئال مادرید فصل ۱۳–۲۰۱۲ را با قهرمانی در سوپر جام اسپانیا و شکست دادن بارسلونا در خارج از خانه آغاز کرد. با این حال، سوپرجام تنها جام آنها در این فصل بود، علیرغم اینکه به کسب همه آنها نزدیک بود. رئال در لالیگا نایب قهرمان پس از بارسا شد و ۸۵ امتیاز جمع کرد و برای سومین سال متوالی به نیمه نهایی لیگ قهرمانان اروپا رسید، جایی که در مجموع ۳–۴ توسط بوروسیا دورتموند حذف شد. مادرید همچنین در مرحله یک‌هشتم نهایی کوپا دل ری وارد جام حذفی شد و در یک حرکت به یاد ماندنی به فینال رفت و در نیمه نهایی بارسلونا را شکست داد (شامل پیروزی قاطع ۳–۱ در نیوکمپ) پیش از باخت ۱–۲ مقابل اتلتیکو مادرید. به شکلی دلخراش رئال مادرید در طول فصل ۶ بار با آبی اناری‌ها روبرو شد که سه برد، دو تساوی و یک باخت به دست آورد. یکی از مهم‌ترین انتقال‌های فصل، جذب لوکا مودریچ از تاتنهام هاتسپر با مبلغی در حدود ۳۳ میلیون پوند بود. پس از شکست مقابل اتلتیکو در فینال کوپا دل ری، پرز از جدایی ژوزه مورینیو در پایان فصل با توافق دوجانبه خبر داد.

### لا دسیما و هت‌تریک لیگ قهرمانان اروپا

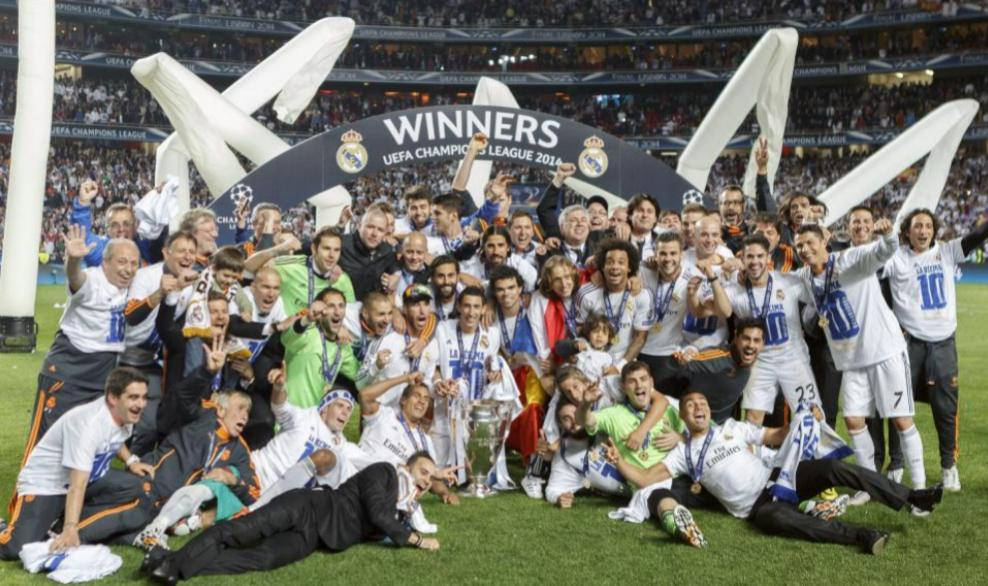
بازیکنان رئال مادرید دهمین قهرمانی تاریخی باشگاه در جام اروپا / لیگ قهرمانان اروپا (لا دسیما) در سال ۲۰۱۴ را جشن می‌گیرند.

در ۲۵ ژوئن ۲۰۱۳، کارلو آنچلوتی جانشین مورینیو شد تا با قراردادی سه ساله، سرمربی رئال مادرید شود و زین‌الدین زیدان به عنوان یکی از دستیاران او معرفی شد. در ۱ سپتامبر ۲۰۱۳، انتقال گرت بیل از تاتنهام اعلام شد. طبق گزارش‌ها، انتقال بازیکن ولزی یک ثبت رکورد جدید در جهان بود و قیمت انتقال تقریباً ۱۰۰ میلیون یورو بود. در اولین فصل حضور آنچلوتی در این باشگاه، رئال مادرید در هر سه جبهه برای سه‌گانه قاره جنگید. مادرید علیرغم اینکه چندین بار در رقابت‌های لیگ برتری داشت، در نهایت در رده سوم قرار گرفت. در مجموع ۸۷ امتیاز جمع‌آوری کرد و رکورد ۱۰۴ گل را به ثمر رساند. در آن زمان، لوس بلانکوس قبلاً جام حذفی را - در برابر رقبای بارسلونا - در آوریل تضمین کرده بود و بیل گل برتری را به ثمر رساند. موفقیت بزرگ در لیگ قهرمانان اروپا اتفاق افتاد، جایی که رئال پس از ۱۲ سال به فینال بازگشت و در مجموع در نیمه نهایی بایرن مونیخ مدافع عنوان قهرمانی را با نتیجه ۵–۰ شکست داد. در فینال، آنها اتلتیکو مادرید برنده آن زمان لیگ را با نتیجه ۴–۱ شکست دادند. برای کسب دهمین جام اروپایی خود (اولین تیم از سال ۲۰۰۲) و تبدیل شدن به اولین تیمی که ۱۰ عنوان قهرمانی در جام اروپا/لیگ قهرمانان اروپا را کسب کرده است، دستاوردی که به "La Décima" معروف است. مثلث هجومی رئال متشکل از بیل، بنزما و کریستیانو که بی‌بی‌سی نام دارند، فصل را با ۹۷ گل به پایان رساندند.
پس از قهرمانی در لیگ قهرمانان اروپا در سال ۲۰۱۴، رئال مادرید با کیلور ناواس دروازه‌بان، تونی کروس هافبک و جیمز رودریگز هافبک تهاجمی قرارداد امضا کرد. در ماه اوت، مادرید قهرمان سوپر جام اروپا در سال ۲۰۱۴ مقابل سویا شد که هفتاد و نهمین جام رسمی باشگاه بود. در آخرین هفته نقل و انتقالات تابستانی ۲۰۱۴، رئال مادرید دو بازیکن کلیدی موفقیت‌های فصل پیش را فروخت: ژابی آلونسو به بایرن مونیخ و آنخل دی ماریا به منچستریونایتد. این تصمیم باشگاه با جنجال‌هایی همراه بود و کریستیانو رونالدو گفت: «اگر من سرمربی بودم، شاید کارها را به گونه‌ای دیگر انجام می‌دادم» در حالی که کارلو آنچلوتی اعتراف کرد: «باید دوباره از صفر آغاز کنیم.»
پس از آغاز آرام فصل ۱۵–۲۰۱۴، رئال مادرید رکوردشکنی برد ۲۲ بازی را پشت سر گذاشت. که شامل برد مقابل بارسلونا و لیورپول بود و فراتر از رکورد پیشین اسپانیا که ۱۸ برد متوالی توسط بارسا تحت هدایت فرانک رایکارد در فصل ۰۶–۲۰۰۵ ثبت شده بود. در اواخر دسامبر، رئال مادرید اولین قهرمانی خود در جام باشگاه‌های جهان را با شکست ۲–۰ سن لورنزو در فینال برد. در بازی افتتاحیه آنها در سال ۲۰۱۵ با باخت مقابل والنسیا، این تیم به پایان رسید و این باشگاه دو بار برای رسیدن به رکورد جهانی ۲۴ برد متوالی فاصله داشت. مادرید تا انتها برای قهرمانی لالیگا و لیگ قهرمانان اروپا رقابت داشت، با ۹۲ امتیاز در لیگ، دو امتیاز کمتر از بارسلونا سه‌گانه و باخت به یوونتوس ۲–۳ در مجموع در نیمه نهایی لیگ قهرمانان اروپا. رونالدو فصل را با زدن ۴۸ گل در لیگ به پایان رساند، چهارمین کفش طلای اروپایی خود را به دست آورد و ۶۱ گل در تمام رقابت‌ها به ثمر رساند و رکورد خود را از فصل ۲۰۱۱–۲۰۱۲ شکست. در مجموع، علیرغم بازی کردن یک فوتبال هجومی جذاب و پرگل‌ترین تیم اروپا با ۱۱۸ گل لیگ، چندین شکست دلخراش باعث شد که رئال فصل را با دو جام از ۶ جام ممکن به پایان برساند، که باعث اخراج کارلو آنچلوتی در ۲۵ مه ۲۰۱۵ شد.
در ۳ ژوئن ۲۰۱۵، رافائل بنیتز به عنوان سرمربی جدید رئال مادرید برای فصل ۱۶–۲۰۱۵ تأیید شد و قراردادی سه ساله امضا کرد. رئال مادرید در لیگ شکست نخورده باقی ماند تا اینکه در روز یازدهم بازی مقابل سویا با نتیجه ۳–۲ شکست خورد. این با شکست خانگی ۰–۴ در اولین کلاسیکو فصل مقابل بارسلونا دنبال شد. شاید بهترین پیروزی او در لالیگا و لیگ قهرمانان اروپا (۶–۰ در مقابل اسپانیول، ۸–۰ در مقابل مالمو، ۱۰–۲ در مقابل رایو وایکانو و دیگران) باشد. در دور سی و دوم کوپا دل ری، رئال به‌طور تصادفی یک بازیکن غیرقابل قبول، دنیس چریشف را در برد اول ۳–۱ خارج از خانه مقابل کادیز به میدان فرستاد. چریشف از فصل پیش به دلیل سه کارت زرد (زمانی که نماینده تیم دیگری بود) محروم شد اما با این وجود به دلیل اشتباه حسابی مقامات مادرید بازی را انجام داد. رئال دو روز بعد توسط داور مسابقه علیرغم اعتراض رئیس پرز، از کوپا دل ری ۲۰۱۵–۱۶ محروم شد. در این بین، رئال با ۱۶ امتیاز و تفاضل گل +۱۶ به راحتی صدرنشین گروه UCL خود شد. بنیتز در ۴ ژانویه ۲۰۱۶ به دلیل عدم محبوبیت هواداران، نارضایتی از بازیکنان و ناکامی در کسب نتایج خوب در برابر تیم‌های برتر، از وظایف خود برکنار شد. جدایی بنیتز همراه با ارتقای زین‌الدین زیدان به اولین سرمربیگری‌اش اعلام شد. مادرید تحت هدایت زیدان موفق شد شانس را به نفع خود تغییر دهد و در نهایت قهرمان لیگ قهرمانان اروپا شد، چیزی که هیچ‌کس انتظارش را نداشت. نتایج قابل توجه عبارتند از پیروزی ۲–۱ خارج از خانه بر بارسلونا، قهرمان سه‌گانه، که در یک برد رکوردشکنی بودند، یک بازگشت فوق‌العاده مقابل وولفسبورگ در مرحله یک چهارم نهایی لیگ قهرمانان اروپا (پس از باخت ۰–۲ در بازی خارج از خانه، مادرید پاک شد. شکست و برد ۳–۰ در خانه، با هت تریک کریستیانو رونالدو)، و همچنین ۱۲ برد پیاپی برای پایان رقابت‌های لیگ، یعنی رئال با ۹۰ امتیاز و تنها یک امتیاز کمتر از بارسلونا قهرمان، دوم شد. به طرز دردناکی به کسب عنوان و غلبه بر کسری ۱۲ امتیازی در این روند نزدیک شده است. سرانجام، در ۲۸ مه، یازدهمین عنوان قهرمانی رئال مادرید در لیگ قهرمانان اروپا به لطف پیروزی ۵–۳ در ضربات پنالتی بر رقیب اتلتیکو مادرید پس از تساوی ۱–۱ در فینال به دست آمد و این دستاورد "La Undécima" نام گرفت.

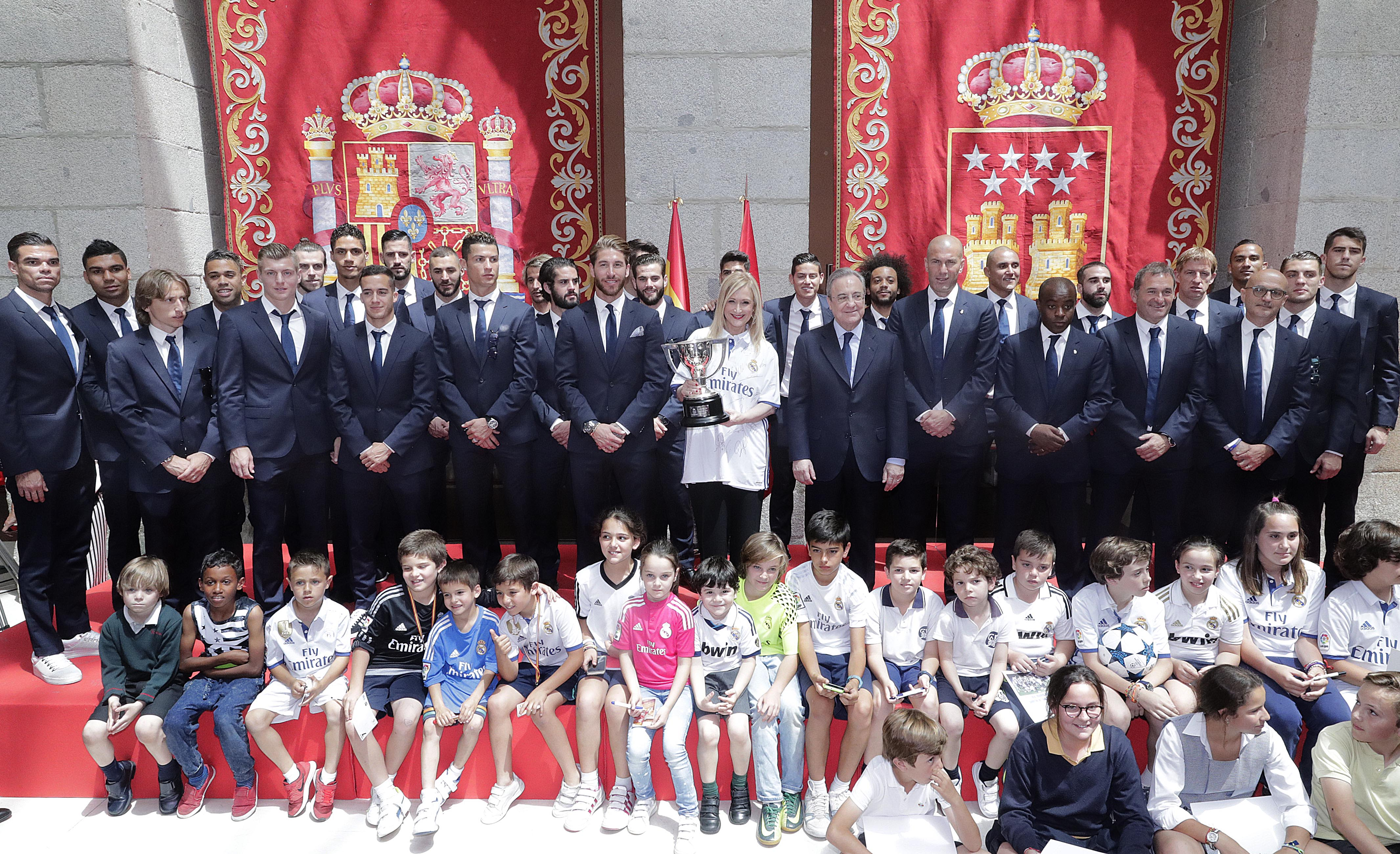
رئال مادرید، قهرمان لا لیگا ۱۷–۲۰۱۶، این عنوان را با کریستینا سیفوئنتس، رئیس انجمن مادرید جشن می‌گیرد.

رئال مادرید فصل ۱۷–۲۰۱۶ خود را که قرار بود اولین فصل کامل زیدان در هدایت این باشگاه باشد، با پیروزی در سوپرجام اروپا ۲۰۱۶ مقابل سویا آغاز کرد. در ۱۰ دسامبر ۲۰۱۶، مادرید سی و پنجمین بازی متوالی خود را بدون باخت انجام داد که یک رکورد جدید باشگاهی را به نام خود ثبت کرد. در ۱۸ دسامبر ۲۰۱۶، رئال کاشیما آنتلرز ژاپن را در فینال جام باشگاه‌های جهان ۲۰۱۶ با نتیجه ۴–۲ شکست داد. با تساوی ۳–۳ مقابل سویا در بازی برگشت مرحله یک شانزدهم نهایی کوپا دل ری در ۱۲ ژانویه ۲۰۱۷، مادرید با پیروزی ۶ بر ۳ در مجموع به مرحله یک چهارم نهایی صعود کرد و روند شکست ناپذیری خود را به ۴۰ بازی رساند و بارسلونا را شکست. رکورد اسپانیا با ۳۹ بازی بدون شکست در تمام رقابت‌ها از فصل پیش. روند شکست ناپذیری آنها پس از باخت ۱–۲ خارج از خانه مقابل همان حریف در لا لیگا سه روز بعد به پایان رسید. سپس این تیم در مجموع ۳–۴ توسط سلتاویگو از کوپا دل ری حذف شد. این لغزش‌ها اما بر مسیر کلی فصل تأثیری نداشت. در ماه مه، مادرید برای سی و سومین بار قهرمان لیگ شد که اولین قهرمانی آنها در پنج سال گذشته بود و ۹۳ امتیاز در این روند جمع‌آوری کرد. در ۳ ژوئن ۲۰۱۷، پیروزی این باشگاه بر یوونتوس در فینال لیگ قهرمانان اروپا باعث شد که رئال مادرید به اولین تیمی تبدیل شود که با موفقیت از عنوان قهرمانی خود در دوره لیگ قهرمانان اروپا دفاع کرده و اولین قهرمانی متوالی در این رقابت‌ها پس از میلان در سال‌های ۱۹۸۹ و ۱۹۹۰، زمانی که این مسابقات به عنوان جام اروپا شناخته می‌شد. قهرمانی رئال مادرید دوازدهمین قهرمانی اش بود که رکورد را افزایش داد و سومین قهرمانی آن در چهار سال گذشته بود. این دستاورد همچنین به عنوان "La Duodécima" شناخته می‌شود. فصل ۱۷–۲۰۱۶ بهترین رقابت از نظر کسب جام (چهار از پنج ممکن) در تاریخ رئال مادرید بود، دستاوردی که بعداً در فصل ۱۸–۲۰۱۷ برابر شد.
رئال فصل ۱۸–۲۰۱۷ را با کسب دومین قهرمانی متوالی و چهارمین سوپر جام اروپا در پیروزی ۲–۱ مقابل منچستر یونایتد آغاز کرد. پنج روز بعد، رئال مادرید در اولین بازی سوپرجام اسپانیا ۲۰۱۷ در نیوکمپ بارسلونا را ۳–۱ شکست داد و سپس در بازی برگشت با نتیجه ۲–۰ بارسا را شکست داد و به رکورد ۲۴ گلزنی متوالی خود در بازی‌های ال کلاسیکو پایان داد و به پیروزی رسید. دومین جام فصل در ۱۶ دسامبر ۲۰۱۷، رئال در فینال جام باشگاه‌های جهان، باشگاه گرمیو برزیل را ۱–۰ شکست داد و اولین تیمی شد که جام را حفظ کرد. در ۲۴ ژانویه ۲۰۱۸، مادرید در مرحله یک چهارم نهایی توسط لگانس با قانون گل زده در خانه حریف از کوپا دل ری حذف شد. رقابت‌های این تیم در لیگ نیز ناامیدکننده بود زیرا رئال تنها ۷۶ امتیاز کسب کرد و با ۱۷ امتیاز کمتر از بارسلونای قهرمان، سوم شد. مادرید در لیگ قهرمانان اروپا بسیار بهتر عمل کرد و بار دیگر به فینال رفت و لیورپول را با نتیجه ۳–۱ شکست داد تا اولین باشگاهی باشد که سه قهرمانی متوالی در لیگ قهرمانان اروپا کسب کرده و همچنین اولین تیمی باشد که سه قهرمانی متوالی در جام باشگاه‌های اروپا/لیگ قهرمانان اروپا پس از بایرن مونیخ در سال ۱۹۷۶ کسب کرده است. این جام همچنین چهارمین برد مادرید در پنج سال گذشته و هشتمین حضور متوالی آنها در نیمه نهایی را رقم زد. در ۳۱ می، تنها پنج روز پس از پیروزی در فینال، زیدان استعفای خود را از سرمربیگری رئال مادرید اعلام کرد و دلیل جدایی خود را «نیاز باشگاه به تغییر» عنوان کرد. مادرید فصل را با چهار جام از شش جام ممکن به پایان رساند.
جدایی زیدان و رونالدو پایان دوره دوم کهکشانی‌ها بود که چهار قهرمانی لیگ قهرمانان، دو قهرمانی لالیگا، دو کوپا دل ری، دو سوپرجام اسپانیا، سه سوپرجام اروپا و سه قهرمانی جام باشگاه‌های جهان را به همراه داشت. این تیم در پایان دادن به سلطه بارسلونا نقش بسزایی داشت، علیرغم اینکه بلوگرانا به بزرگ‌ترین مجموعه استعدادهای تاریخ خود می‌بالید و کاتالان‌ها را در صحنه اروپا تحت‌الشعاع قرار داد. رئال مادرید همچنین در طول این ۹ سال در رقابت‌های لیگ خود تا حدودی بدشانس بود و با ۹۶، ۹۲ (دوبار) و ۹۰ امتیاز نایب قهرمان شد و همچنین با ۸۷ امتیاز در رده سوم قرار گرفت که تنها سه امتیاز کمتر از برنده لیگ است.

### پس از جدایی رونالدو
در ۱۲ ژوئن، رئال مادرید خولن لوپتگی، سرمربی تیم ملی اسپانیا را به عنوان سرمربی جدید خود معرفی کرد. اعلام شد که او پس از جام جهانی فوتبال ۲۰۱۸ به‌طور رسمی وظایف مدیریتی خود را آغاز خواهد کرد. با این حال، تیم ملی اسپانیا یک روز پیش از مسابقات لوپتگی را اخراج کرد و اعلام کرد که او بدون اطلاع آنها با باشگاه مذاکره کرده است. سپس باشگاه در تابستان ۲۰۱۸ به شدت آغاز به تغییر شکل تیم کرد که شامل فروش کریستیانو رونالدو به یوونتوس با مبلغ ۱۱۷ میلیون یورو بود. مادرید فصل ۱۹–۲۰۱۸ خود را با شکست ۲–۴ مقابل اتلتیکو مادرید آغاز کرد، در سوپر جام اروپا ۲۰۱۸. پس از باخت شرم آور ۱–۵ مقابل بارسلونا در ال کلاسیکو در ۲۸ اکتبر که رئال مادرید را با تنها ۱۴ امتیاز پس از ۱۰ بازی در رده نهم قرار داد، لوپتگی یک روز بعد از کار برکنار شد و سانتیاگو سولاری، سرمربی وقت کاستیا جایگزین او شد. در ۲۲ دسامبر ۲۰۱۸، رئال مادرید در فینال جام باشگاه‌های جهان، العین را با اختلاف ۴–۱ شکست داد. رئال مادرید با پیروزی خود با چهار عنوان قهرمان جام باشگاه‌های جهان شد. آنها در مجموع هفت بار قهرمان جهان شده‌اند زیرا فیفا رسماً جام بین قاره‌ای را به عنوان سلف جام باشگاه‌های جهان به رسمیت می‌شناسد. آنها همچنین رکورد بیشترین عناوین متوالی را با سومین قهرمانی متوالی خود افزایش دادند. سولاری در ۱۳ بازی اول خود در لا لیگا ۱۰ برد را برد، اما تیم بلافاصله پس از آن دوباره آغاز به مبارزه کرد. ابتدا، آنها در مرحله نیمه نهایی توسط بارسلونا از کوپا دل ری حذف شدند و در ۲۷ فوریه ۲۰۱۹ پس از تساوی ۱–۱ خارج از خانه در بازی اول، ۰–۳ در خانه شکست خوردند. سپس چند روز بعد یک ال کلاسیکو دیگر، این بار در لیگ، برگزار شد و مادرید مقابل بارسا در یک بازی خانگی با نتیجه ۰–۱ شکست خورد. سرانجام، در ۵ مارس ۲۰۱۹، رئال در یک بازی خانگی با نتیجه ۱–۴ (در مجموع ۳–۵) آژاکس شکست خورد و پس از هشت بازی متوالی در نیمه نهایی، در مرحله یک شانزدهم نهایی لیگ قهرمانان اروپا را شکست داد. در ۱۱ مارس ۲۰۱۹، رئال مادرید سولاری را برکنار کرد و زیدان را به عنوان سرمربی این باشگاه برگرداند. مادرید با ۵ برد، ۲ تساوی و ۴ بازی باقی مانده در لیگ زیر نظر زیدان شکست خورد و با ۶۸ امتیاز، ۱۲ باخت و تفاضل گل +۱۷ سوم شد و بدترین امتیاز کل رئال از فصل ۰۲–۲۰۰۱ و بدترین تفاضل گل از سال ۲۰۰۰–۱۹۹۹. این باشگاه یکی از پنج جام ممکن را در یکی از فاجعه‌بارترین فصول تاریخ مدرن خود به دست آورد.
فصل ۲۰–۲۰۱۹ امیدوارکننده به نظر می‌رسید، زیرا مادرید در تابستان ۲۰۱۹ هزینه‌های زیادی را پشت سر گذاشت و ادن هازارد، لوکا یوویچ، ادر میلیتائو، فرلان مندی، رودریگو، رینییر و سایر بازیکنان را با مجموع بیش از ۳۵۰ میلیون یورو به خدمت گرفت. در ۱۲ ژانویه ۲۰۲۰، مادرید در فینال سوپرجام اسپانیا در ضربات پنالتی حریف اتلتیکو مادرید را شکست داد و یازدهمین عنوان خود را به دست آورد. در ۶ فوریه ۲۰۲۰، مادرید در مرحله یک چهارم نهایی کوپا دل ری توسط رئال سوسیداد حذف شد و در خانه با نتیجه ۳–۴ شکست خورد. پس از یک وقفه سه‌ماهه به دلیل همه‌گیری کووید-۱۹ در مارس ۲۰۲۰، لالیگا در ژوئن از سر گرفته شد و مادرید در ده بازی متوالی پیروز شد تا سی و چهارمین عنوان قهرمانی این تیم در لیگ را به دست آورد و در مجموع ۸۷ امتیاز کسب کرد. مادرید در ماه اوت بازی برگشت مرحله یک شانزدهم نهایی لیگ قهرمانان اروپا را مقابل منچسترسیتی انجام داد و با نتیجه ۱–۲ (در مجموع ۲–۴) در اتحاد شکست خورد و در اولین مرحله حذفی برای دومین سال متوالی حذف شد. به این ترتیب رئال فصل را با دو جام از چهار جام ممکن به پایان رساند. از آغاز دوباره لالیگا در ژوئن و تا پایان فصل ۲۱–۲۰۲۰، مادرید به‌طور موقت بازی‌های خانگی را در ورزشگاه آلفردو دی استفانو انجام داد، در حالی که سانتیاگو برنابئو تحت بازسازی‌های گسترده‌ای قرار گرفت.

### موفقیت داخلی بیشتر وLa Decimocuarta
زیدان برای دومین بار در ۲۷ مه ۲۰۲۱ پس از اینکه در آن فصل بدون جام بود، این تیم را ترک کرد، با بازگشت کارلو آنچلوتی به مربیگری تیم برای فصل ۲۲–۲۰۲۱. در عرصه داخلی، او دو جام از سه جام ممکن را به دست آورد، قهرمانی در لا لیگا و سوپر جام اسپانیا. به این ترتیب، آنچلوتی هر شش جام برتر موجود را در مادرید به دست آورد. در لیگ قهرمانان، مادرید یکی از به یاد ماندنی‌ترین بازی‌های تمام دوران را انجام داد، با شکست پاری سن-ژرمن، مدافع عنوان قهرمانی، چلسی، قهرمان لیگ برتر، منچستر سیتی، همه به شکل دراماتیک، و راه اندازی فینال در برابر لیورپول، که یک بار دیگر به‌طور گسترده به عنوان محبوب در نظر گرفته شد، در یک مسابقه دوباره از رویارویی خود در سال ۲۰۱۸. تک گل وینیسیوس چهاردهمین جام اروپا را برای لوس بلانکوس رقم زد، پنجمین قهرمانی آنها در ۹ سال گذشته و دومین بار یا آنچلوتی به‌عنوان سرمربی. رئال همچنین چهارمین دبل اروپایی خود را (پس از ۵۷–۱۹۵۶، ۵۸–۱۹۵۷ و ۱۷–۲۰۱۶) به دست آورد. علیرغم موقعیت رئال مادرید به عنوان پرافتخارترین تیم تاریخ جام باشگاه‌های اروپا/لیگ قهرمانان اروپا، آنها در رقابت‌های این فصل ضعیف‌تر به حساب می‌آمدند و پیش از آغاز مرحله گروهی در سپتامبر ۲۰۲۱ رتبه هفتم را بالاتر از آن نداشتند (به ترتیب، پاری سن). -ژرمن، منچسترسیتی، بایرن مونیخ، چلسی، لیورپول و منچستریونایتد). پیش از آغاز مرحله حذفی در فوریه ۲۰۲۲، آنها دوباره پس از منچسترسیتی، بایرن مونیخ، لیورپول، چلسی، پاری سن ژرمن و آژاکس در رده هفتم قرار داشتند، علاوه بر این که برای همه تیم‌هایی که با آنها روبرو شده بودند، ضعیف محسوب می‌شدند. به این ترتیب، عملکرد رئال مادرید را می‌توان یکی از غیر محتمل ترین‌ها در تاریخ مدرن لیگ قهرمانان اروپا دانست.